# Liste der Ministerpräsidenten der deutschen Länder
Die Liste der Ministerpräsidenten der deutschen Länder enthält alle Regierungschefs der deutschen Länder seit 1945.

## Amtierende Regierungschefs
In der folgenden Tabelle sind die amtierenden Regierungschefs der Länder der Bundesrepublik Deutschland aufgeführt (Stand: 21. Mai 2025).
| Land                   | Regierungschef                                              | Bild | Geburtsdatum  | Partei | Partei | Amtsantritt   | Amtsdauer | Nächste Landtagswahl | Landesregierung                                | Regierungsparteien |
| ---------------------- | ----------------------------------------------------------- | ---- | ------------- | ------ | ------ | ------------- | --------- | -------------------- | ---------------------------------------------- | ------------------ |
| Baden-Württemberg      | Ministerpräsident Winfried Kretschmann                      |      | 17. Mai 1948  | Grüne  |        | 12. Mai 2011  | 5206 Tage | Frühjahr 2026        | Kabinett Kretschmann III                       | (Grüne/CDU)        |
| Bayern                 | Ministerpräsident Markus Söder                              |      | 5. Jan. 1967  | CSU    |        | 16. März 2018 | 2706 Tage | 2028                 | Kabinett Söder III                             | (CSU/FW)           |
| Berlin                 | Regierender Bürgermeister Kai Wegner                        |      | 15. Sep. 1972 | CDU    |        | 27. Apr. 2023 | 838 Tage  | Herbst 2026          | Senat Wegner                                   | (CDU/SPD)          |
| Brandenburg            | Ministerpräsident Dietmar Woidke                            |      | 22. Okt. 1961 | SPD    |        | 28. Aug. 2013 | 4367 Tage | September 2029       | Kabinett Woidke IV                             | (SPD/BSW)          |
| Bremen                 | Präsident des Senats und Bürgermeister Andreas Bovenschulte |      | 11. Aug. 1965 | SPD    |        | 15. Aug. 2019 | 2189 Tage | Frühjahr 2027        | Senat Bovenschulte II                          | (SPD/Grüne/Linke)  |
| Hamburg                | Erster Bürgermeister Peter Tschentscher                     |      | 20. Jan. 1966 | SPD    |        | 28. März 2018 | 2694 Tage | Frühjahr 2030        | Senat Tschentscher III                         | (SPD/Grüne)        |
| Hessen                 | Ministerpräsident Boris Rhein                               |      | 2. Jan. 1972  | CDU    |        | 31. Mai 2022  | 1169 Tage | 2028                 | Kabinett Rhein II                              | (CDU/SPD)          |
| Mecklenburg-Vorpommern | Ministerpräsidentin Manuela Schwesig                        |      | 23. Mai 1974  | SPD    |        | 4. Juli 2017  | 2961 Tage | Herbst 2026          | Kabinett Schwesig II                           | (SPD/Linke)        |
| Niedersachsen          | Ministerpräsident Olaf Lies                                 |      | 8. Mai 1967   | SPD    |        | 20. Mai 2025  | 84 Tage   | Herbst 2027          | Kabinett Lies                                  | (SPD/Grüne)        |
| Nordrhein-Westfalen    | Ministerpräsident Hendrik Wüst                              |      | 19. Juli 1975 | CDU    |        | 27. Okt. 2021 | 1385 Tage | Frühjahr 2027        | Kabinett Wüst II                               | (CDU/Grüne)        |
| Rheinland-Pfalz        | Ministerpräsident Alexander Schweitzer                      |      | 17. Sep. 1973 | SPD    |        | 10. Juli 2024 | 398 Tage  | Frühjahr 2026        | Kabinett Schweitzer                            | (SPD/Grüne/FDP)    |
| Saarland               | Ministerpräsidentin Anke Rehlinger                          |      | 6. Apr. 1976  | SPD    |        | 25. Apr. 2022 | 1205 Tage | Frühjahr 2027        | Kabinett Rehlinger                             | (SPD)              |
| Sachsen                | Ministerpräsident Michael Kretschmer                        |      | 7. Mai 1975   | CDU    |        | 13. Dez. 2017 | 2799 Tage | 2029                 | Kabinett Kretschmer III (Minderheitsregierung) | (CDU/SPD)          |
| Sachsen-Anhalt         | Ministerpräsident Reiner Haseloff                           |      | 19. Feb. 1954 | CDU    |        | 19. Apr. 2011 | 5229 Tage | Sommer 2026          | Kabinett Haseloff III                          | (CDU/SPD/FDP)      |
| Schleswig-Holstein     | Ministerpräsident Daniel Günther                            |      | 24. Juli 1973 | CDU    |        | 28. Juni 2017 | 2967 Tage | Frühjahr 2027        | Kabinett Günther II                            | (CDU/Grüne)        |
| Thüringen              | Ministerpräsident Mario Voigt                               |      | 8. Feb. 1977  | CDU    |        | 12. Dez. 2024 | 243 Tage  | 2029                 | Kabinett Voigt (Minderheitsregierung)          | (CDU/BSW/SPD)      |

## Länder

### Baden-Württemberg

Lage in Deutschland
Wappen
Flagge
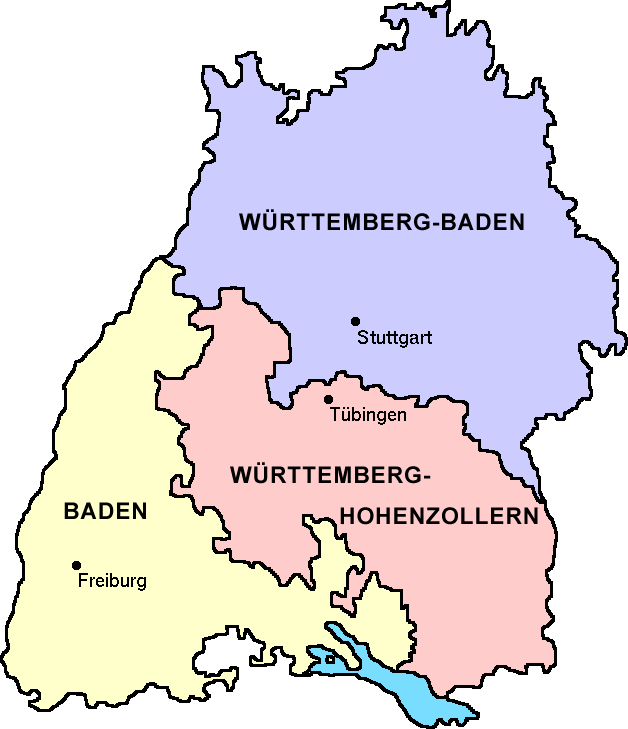
Vorgängerländer von Baden-Württemberg 1945 bis 1952
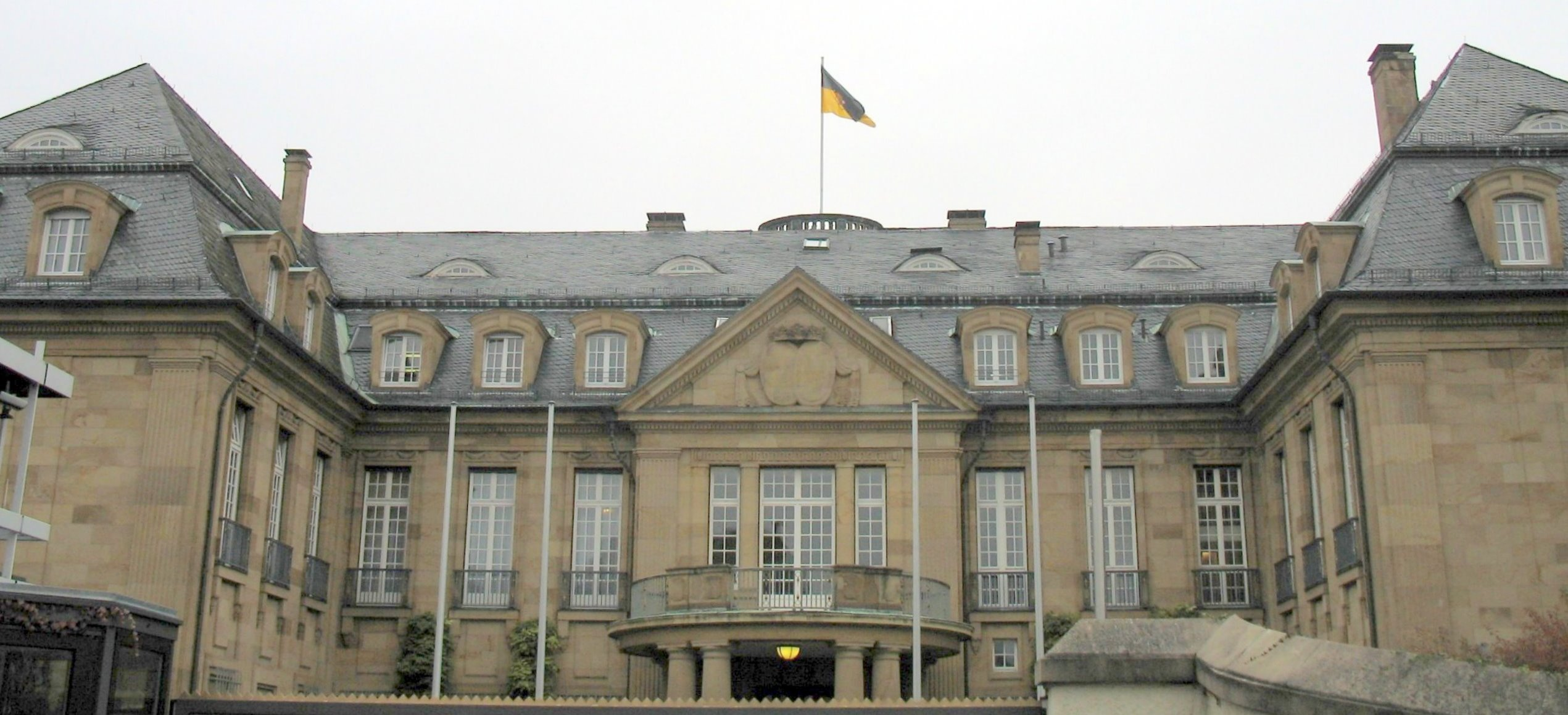
Villa Reitzenstein, Sitz des Ministerpräsidenten

| Vorgängerländer von 1945 bis 1952:   | Vorgängerländer von 1945 bis 1952: | Vorgängerländer von 1945 bis 1952: | Vorgängerländer von 1945 bis 1952: | Vorgängerländer von 1945 bis 1952: | Vorgängerländer von 1945 bis 1952: |
| ------------------------------------ | --- | --- | --- | --- | --- |
| Baden                                | | | | | |
| Amtszeit                             | Ministerpräsident | Partei | Regierung | Anmerkungen | Bild |
| 2. Juni 1945 – 3. Dezember 1946      | Ministerialdirektorium unter wechselnden Vorsitzenden: Alfred Bund (BCSV), Karl Ott (parteilos), Adolf Schwarz (verstorben am 3. Juni 1945), Paul Haußer (DemP, ab 4. Juni 1945), Ludwig Ganter (bis August 1945), Paul Zürcher (BCSV, ab September 1945), Friedrich Leibbrandt (SPB, ab 1. Januar 1946), Philipp Martzloff (SPB, ab 20. Februar 1946) und Carl Diez (BCSV, ab 20. Februar 1946) | Ministerialdirektorium unter wechselnden Vorsitzenden: Alfred Bund (BCSV), Karl Ott (parteilos), Adolf Schwarz (verstorben am 3. Juni 1945), Paul Haußer (DemP, ab 4. Juni 1945), Ludwig Ganter (bis August 1945), Paul Zürcher (BCSV, ab September 1945), Friedrich Leibbrandt (SPB, ab 1. Januar 1946), Philipp Martzloff (SPB, ab 20. Februar 1946) und Carl Diez (BCSV, ab 20. Februar 1946) | Ministerialdirektorium unter wechselnden Vorsitzenden: Alfred Bund (BCSV), Karl Ott (parteilos), Adolf Schwarz (verstorben am 3. Juni 1945), Paul Haußer (DemP, ab 4. Juni 1945), Ludwig Ganter (bis August 1945), Paul Zürcher (BCSV, ab September 1945), Friedrich Leibbrandt (SPB, ab 1. Januar 1946), Philipp Martzloff (SPB, ab 20. Februar 1946) und Carl Diez (BCSV, ab 20. Februar 1946) | Ministerialdirektorium unter wechselnden Vorsitzenden: Alfred Bund (BCSV), Karl Ott (parteilos), Adolf Schwarz (verstorben am 3. Juni 1945), Paul Haußer (DemP, ab 4. Juni 1945), Ludwig Ganter (bis August 1945), Paul Zürcher (BCSV, ab September 1945), Friedrich Leibbrandt (SPB, ab 1. Januar 1946), Philipp Martzloff (SPB, ab 20. Februar 1946) und Carl Diez (BCSV, ab 20. Februar 1946) | Ministerialdirektorium unter wechselnden Vorsitzenden: Alfred Bund (BCSV), Karl Ott (parteilos), Adolf Schwarz (verstorben am 3. Juni 1945), Paul Haußer (DemP, ab 4. Juni 1945), Ludwig Ganter (bis August 1945), Paul Zürcher (BCSV, ab September 1945), Friedrich Leibbrandt (SPB, ab 1. Januar 1946), Philipp Martzloff (SPB, ab 20. Februar 1946) und Carl Diez (BCSV, ab 20. Februar 1946) |
| 3. Dezember 1946 – 25. April 1952    | Leo Wohleb | BCSV später: CDU | Staatssekretariat Wohleb, Kabinett Wohleb I, II, III | Amtsbezeichnung zunächst „Präsident des Staatssekretariats“, ab 1947 „Staatspräsident“ | Leo Wohleb |
| Württemberg-Baden                    | | | | | |
| Amtszeit                             | Ministerpräsident | Partei | Regierung | Anmerkungen | Bild |
| 24. September 1945 – 25. April 1952  | Reinhold Maier | DVP | Kabinett Maier I, II, III | Ernannt durch die US-Militärregierung, 1946 demokratisch bestätigt | |
| Württemberg-Hohenzollern             | | | | | |
| Amtszeit                             | Ministerpräsident | Partei | Regierung | Anmerkungen | Bild |
| 16. Oktober 1945 – 8. Juli 1947      | Carlo Schmid | SPD | Kabinett Schmid I, II | Ernannt durch die Französische Militärregierung | |
| 8. Juli 1947 – 3. August 1948        | Lorenz Bock | CDU | Kabinett Bock | Im Amt verstorben | Lorenz Bock (links) |
| 3. August 1948 – 13. August 1948     | Carlo Schmid | SPD | Kabinett Bock | kommissarisch | |
| 13. August 1948 – 25. April 1952     | Gebhard Müller | CDU | Kabinett Müller | | |
| ab 1952:                             | | | | | |
| Baden-Württemberg                    | | | | | |
| Amtszeit                             | Ministerpräsident | Partei | Regierung | Anmerkungen | Bild |
| 25. April 1952 – 7. Oktober 1953     | Reinhold Maier | DVP/FDP | Kabinett Maier | Rücktritt nach dem schlechten Abschneiden der FDP Baden-Württemberg bei der Bundestagswahl 1953 | |
| 7. Oktober 1953 – 17. Dezember 1958  | Gebhard Müller | CDU | Kabinett Müller I, II, III | Rücktritt wegen seiner Wahl zum Präsidenten des Bundesverfassungsgerichts | |
| 17. Dezember 1958 – 1. Dezember 1966 | Kurt Georg Kiesinger | CDU | Kabinett Kiesinger I, II, III | Rücktritt wegen seiner bevorstehenden Wahl zum Bundeskanzler der Bundesrepublik Deutschland | |
| 1. Dezember 1966 – 16. Dezember 1966 | Wolfgang Haußmann | FDP/DVP | Kabinett Kiesinger III | kommissarisch | Wolfgang Haußmann (links) |
| 16. Dezember 1966 – 30. August 1978  | Hans Filbinger | CDU | Kabinett Filbinger I, II, III, IV | Rücktritt wegen der sog. „Filbinger-Affäre“ | |
| 30. August 1978 – 13. Januar 1991    | Lothar Späth | CDU | Kabinett Späth I, II, III, IV | Rücktritt wegen der sog. „Traumschiff-Affäre“ | |
| 13. Januar 1991 – 22. Januar 1991    | Gerhard Weiser | CDU | Kabinett Späth IV | kommissarisch | |
| 22. Januar 1991 – 21. April 2005     | Erwin Teufel | CDU | Kabinett Teufel I, II, III, IV | Rücktritt aus Altersgründen | |
| 21. April 2005 – 9. Februar 2010     | Günther Oettinger | CDU | Kabinett Oettinger I, II | Rücktritt wegen seiner bevorstehenden Ernennung zum EU-Kommissar für Energie | |
| 9. Februar 2010 – 10. Februar 2010   | Ulrich Goll | FDP | Kabinett Oettinger II | kommissarisch | |
| 10. Februar 2010 – 12. Mai 2011      | Stefan Mappus | CDU | Kabinett Mappus | Amtsverlust durch Wahlniederlage | |
| Seit 12. Mai 2011                    | Winfried Kretschmann | Bündnis 90/Die Grünen | Kabinett Kretschmann I, II, III | Als erster Politiker von Bündnis 90/Die Grünen zum Präsident des Bundesrates gewählt. | |

### Bayern

Lage in Deutschland
Wappen
Flagge
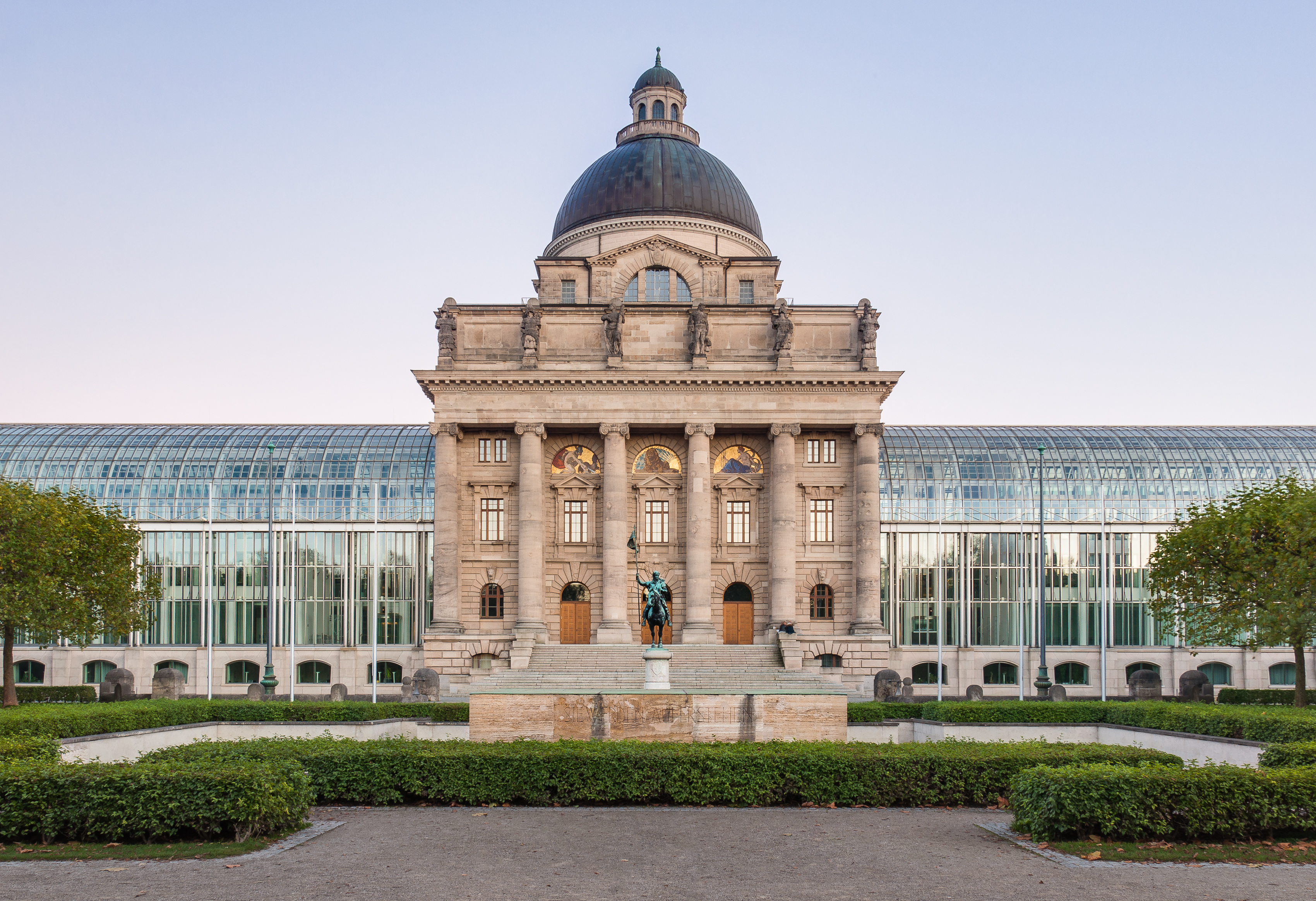
Bayerische Staatskanzlei, Sitz des Ministerpräsidenten

| Bild | Ministerpräsident              | Amtszeit                               | Partei | Partei    | Wahlen                                | Kabinett                                    |
| ---- | ------------------------------ | -------------------------------------- | ------ | --------- | ------------------------------------- | ------------------------------------------- |
|      | Fritz Schäffer (1878–1953)     | 28. Mai 1945 – 28. September 1945      |        | parteilos | ernannt durch die US-Militärregierung | Schäffer                                    |
|      | Wilhelm Hoegner (1887–1980)    | 28. September 1945 – 16. Dezember 1946 |        | SPD       | ernannt durch die US-Militärregierung | Hoegner I                                   |
|      | Hans Ehard (1887–1980)         | 21. Dezember 1946 – 14. Dezember 1954  |        | CSU       | 1946 1950                             | Ehard I Ehard II Ehard III                  |
|      | Wilhelm Hoegner (1887–1980)    | 14. Dezember 1954 – 8. Oktober 1957    |        | SPD       | 1954                                  | Hoegner II                                  |
|      | Hanns Seidel (1901–1961)       | 16. Oktober 1957 – 22. Januar 1960     |        | CSU       | 1958                                  | Seidel I Seidel II                          |
|      | Hans Ehard (1887–1980)         | 26. Januar 1960 – 11. Dezember 1962    |        | CSU       | –                                     | Ehard IV                                    |
|      | Alfons Goppel (1905–1991)      | 11. Dezember 1962 – 6. November 1978   |        | CSU       | 1962 1966 1970 1974                   | Goppel I Goppel II Goppel III Goppel IV     |
|      | Franz Josef Strauß (1915–1988) | 6. November 1978 – 3. Oktober 1988     |        | CSU       | 1978 1982 1986                        | Strauß I Strauß II Strauß III               |
|      | Max Streibl (1932–1998)        | 19. Oktober 1988 – 27. Mai 1993        |        | CSU       | 1990                                  | Streibl I Streibl II                        |
|      | Edmund Stoiber (* 1941)        | 28. Mai 1993 – 30. September 2007      |        | CSU       | 1994 1998 2003                        | Stoiber I Stoiber II Stoiber III Stoiber IV |
|      | Günther Beckstein (* 1943)     | 9. Oktober 2007 – 27. Oktober 2008     |        | CSU       | –                                     | Beckstein                                   |
|      | Horst Seehofer (* 1949)        | 27. Oktober 2008 – 13. März 2018       |        | CSU       | 2008 2013                             | Seehofer I Seehofer II                      |
|      | Markus Söder (* 1967)          | 16. März 2018 –                        |        | CSU       | 2018 2023                             | Söder I Söder II Söder III                  |

### Berlin

Lage in Deutschland
Wappen
Flagge
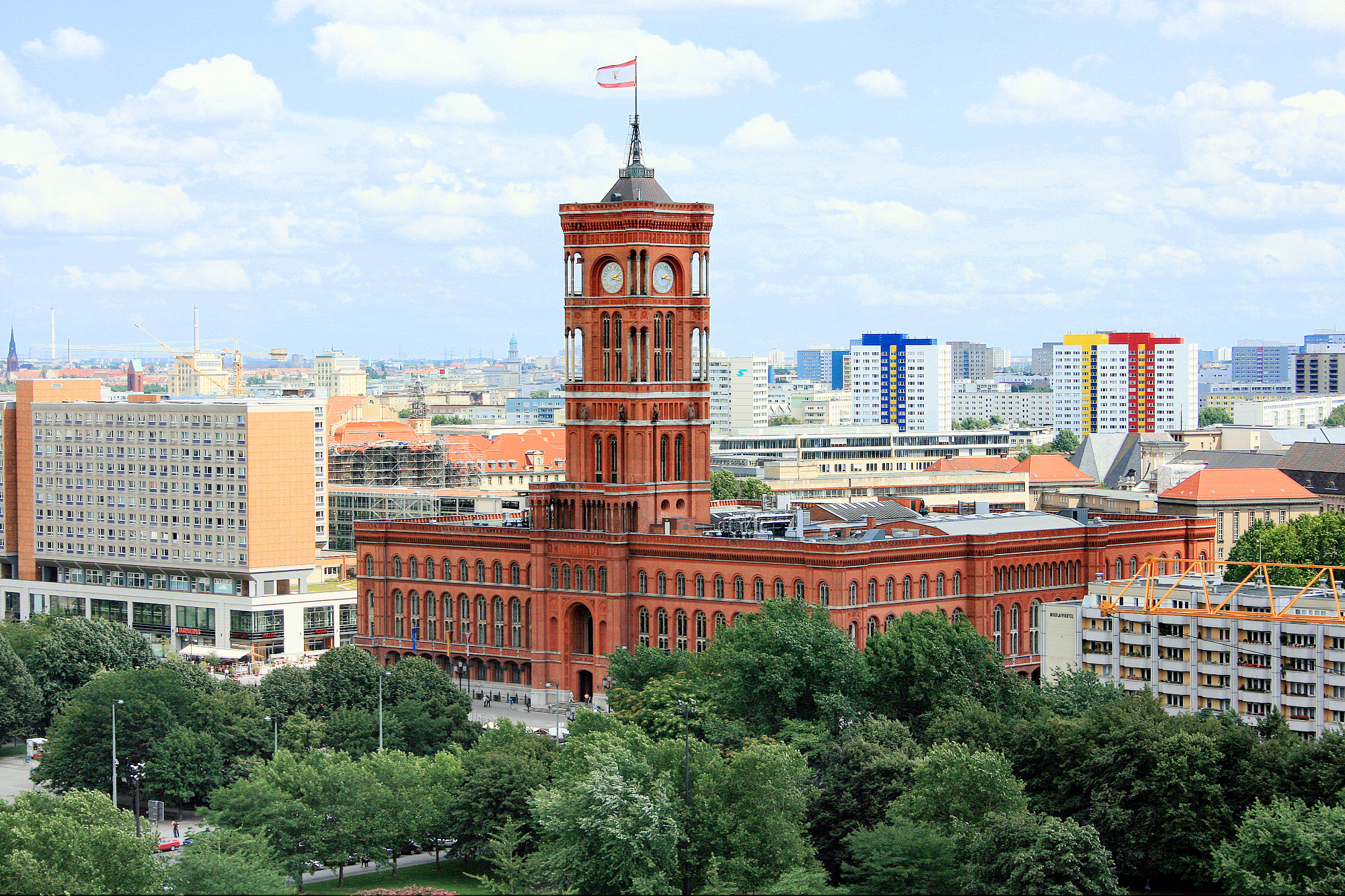
Das Rote Rathaus, Sitz des Regierenden Bürgermeisters

| 1945 bis 1948: | 1945 bis 1948:                                                                     | 1945 bis 1948: | 1945 bis 1948:                                                                                          | 1945 bis 1948: | 1945 bis 1948:         |
| Groß-Berlin | Groß-Berlin                                                                        | Groß-Berlin    | Groß-Berlin                                                                                             | Groß-Berlin | Groß-Berlin            |
| Amtszeit | Oberbürgermeister                                                                  | Partei         | Magistrat                                                                                               | Anmerkungen | Bild                   |
| --- | ---------------------------------------------------------------------------------- | -------------- | --- | --- | ---------------------- |
| 17. Mai 1945 – 5. Dezember 1946 | Arthur Werner                                                                      | parteilos      | Magistrat Werner                                                                                        | Ernannt durch die Sowjetische Militäradministration |                        |
| 5. Dezember 1946 – 17. April 1947 | Otto Ostrowski                                                                     | SPD            | Magistrat Ostrowski                                                                                     | Von der Stadtverordnetenversammlung auf Antrag der eigenen Fraktion qua Misstrauensvotum abgewählt wegen Differenzen über den Umgang mit der SED                                                                 |                        |
| 8. Mai 1947 – 7. Dezember 1948 | Louise Schroeder                                                                   | SPD            | Magistrat Schroeder                                                                                     | kommissarisch; Ernst Reuter wurde am 24. Juni 1947 zum Oberbürgermeister gewählt, durfte sein Amt jedoch wegen des Vetos der sowjetischen Militärverwaltung nicht antreten (vgl. Magistrat Reuter (Groß-Berlin)) |                        |
| 1948 bis 1991: Der politische Status des 1948 geteilten Berlins war nach der Spaltung Deutschlands im Jahr 1949 kompliziert. West-Berlin wurde zwar de facto in vielen Bereichen zu einem Land der Bundesrepublik Deutschland, stand aber formell unter dem Besatzungsstatut der Alliierten mit bestimmten Einschränkungen. U.a. gab es in West-Berlin keine Wehrpflicht, und die West-Berliner Vertreter im Deutschen Bundestag und Bundesrat hatten lediglich eingeschränktes Stimmrecht. Der Ost-Sektor von Berlin wurde 1949 nicht zu einem Land der DDR und entsandte in die Länderkammer nur Vertreter mit beratender Stimme. Nach der Verwaltungsreform von 1952 existierten in der DDR keine Länder mehr, sondern lediglich Bezirke. Ost-Berlin gehörte als Hauptstadt der DDR keinem Bezirk an und bildete auch keinen eigenen Bezirk, wurde in der Verwaltungspraxis jedoch zunehmend wie ein Bezirk behandelt. |                                                                                    |                | | |                        |
| West-Berlin |                                                                                    |                | | |                        |
| Amtszeit | Regierender Bürgermeister (bis 11. Januar 1951: Oberbürgermeister)                 | Partei         | Senat                                                                                                   | Anmerkungen | Bild                   |
| 7. Dezember 1948 – 29. September 1953 | Ernst Reuter                                                                       | SPD            | Magistrat Reuter, Senat Reuter                                                                          | Im Amt verstorben |                        |
| 22. Oktober 1953 – 11. Januar 1955 | Walther Schreiber                                                                  | CDU            | Senat Schreiber                                                                                         | Amtsverlust durch Wahlniederlage |                        |
| 11. Januar 1955 – 30. August 1957 | Otto Suhr                                                                          | SPD            | Senat Suhr                                                                                              | Im Amt verstorben | Otto Suhr (Mitte)      |
| 30. August 1957 – 3. Oktober 1957 | Franz Amrehn                                                                       | CDU            | Senat Suhr                                                                                              | kommissarisch |                        |
| 3. Oktober 1957 – 1. Dezember 1966 | Willy Brandt                                                                       | SPD            | Senat Brandt I, II, III                                                                                 | Rücktritt wegen bevorstehender Ernennung zum Bundesminister des Auswärtigen und Stellvertreter des Bundeskanzlers                                                                                                |                        |
| 14. Dezember 1966 – 19. Oktober 1967 | Heinrich Albertz                                                                   | SPD            | Senat Albertz I, II                                                                                     | Kommissarisch ab dem 1. Dezember 1966. Rücktritt wegen der Erschießung Benno Ohnesorgs bei der Demonstration am 2. Juni 1967 in West-Berlin                                                                      |                        |
| 19. Oktober 1967 – 2. Mai 1977 | Klaus Schütz                                                                       | SPD            | Senat Schütz I, II, III                                                                                 | Rücktritt nach mehreren Finanzskandalen |                        |
| 2. Mai 1977 – 23. Januar 1981 | Dietrich Stobbe                                                                    | SPD            | Senat Stobbe I, II                                                                                      | Rücktritt, nachdem eine infolge der Garski-Affäre erforderlich gewordene Senatsumbildung im Abgeordnetenhaus scheiterte                                                                                          |                        |
| 23. Januar 1981 – 11. Juni 1981 | Hans-Jochen Vogel                                                                  | SPD            | Senat Vogel                                                                                             | Amtsverlust durch Wahlniederlage |                        |
| 11. Juni 1981 – 9. Februar 1984 | Richard von Weizsäcker                                                             | CDU            | Senat Weizsäcker                                                                                        | Rücktritt wegen seiner bevorstehenden Wahl zum Bundespräsidenten der Bundesrepublik Deutschland |                        |
| 9. Februar 1984 – 16. März 1989 | Eberhard Diepgen                                                                   | CDU            | Senat Diepgen I, II                                                                                     | Amtsverlust durch Wahlniederlage |                        |
| 16. März 1989 – 2. Oktober 1990 (– 24. Januar 1991) | Walter Momper                                                                      | SPD            | Senat Momper                                                                                            | siehe „3. Oktober 1990 bis 24. Januar 1991“ |                        |
| ab 3. Oktober 1990: |                                                                                    |                | | |                        |
| Berlin (nach der Wiedervereinigung) |                                                                                    |                | | |                        |
| 3. Oktober 1990 – 24. Januar 1991 | Walter Momper und Tino Schwierzina (ab 11. Jan. 1991: kommissarisch Thomas Krüger) | beide SPD      | Senat Momper und Magistrat Schwierzina gemäß Art. 16 des Einigungsvertrags gemeinsam (sog. „MagiSenat“) | Ende dieser Konstruktion nach Art. 16 Einigungsvertrag durch Bildung einer Gesamtberliner Regierung; Amtsverlust Mompers durch Wahlniederlage                                                                    | Momper und Schwierzina |
| 24. Januar 1991 – 16. Juni 2001 | Eberhard Diepgen                                                                   | CDU            | Senat Diepgen III, IV, V                                                                                | Abgewählt durch konstruktives Misstrauensvotum |                        |
| 16. Juni 2001 – 11. Dezember 2014 | Klaus Wowereit                                                                     | SPD            | Senat Wowereit I, II, III, IV                                                                           | Rücktritt |                        |
| 11. Dezember 2014 – 21. Dezember 2021 | Michael Müller                                                                     | SPD            | Senat Müller I, II                                                                                      | Zur Wahl des Abgeordnetenhauses 2021 nicht mehr als Spitzenkandidat seiner Partei angetreten |                        |
| 21. Dezember 2021 – 27. April 2023 | Franziska Giffey                                                                   | SPD            | Senat Giffey                                                                                            | Wahlniederlage bei der Wiederholungswahl |                        |
| Seit 27. April 2023 | Kai Wegner                                                                         | CDU            | Senat Wegner                                                                                            | |                        |

### Brandenburg

Lage in Deutschland
Wappen
Flagge
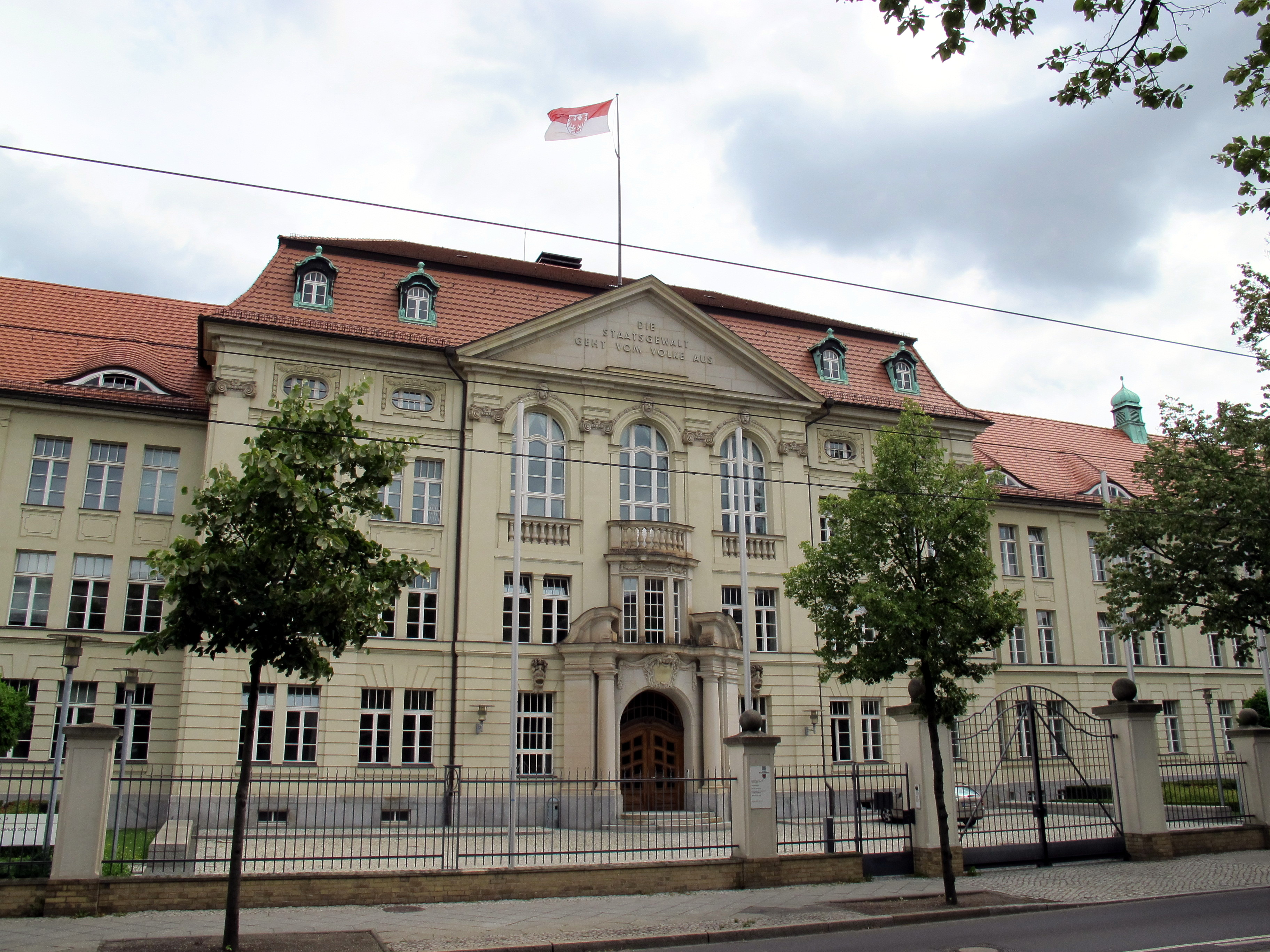
Staatskanzlei des Landes Brandenburg, Sitz des Ministerpräsidenten

| Amtszeit                                                                      | Ministerpräsident | Partei  | Regierung                      | Anmerkungen                                                                             | Bild                 |
| ----------------------------------------------------------------------------- | ----------------- | ------- | ------------------------------ | --------------------------------------------------------------------------------------- | -------------------- |
| 4. Juli 1945 – Oktober 1949                                                   | Karl Steinhoff    | SED/SPD | Kabinett Steinhoff             | Ernannt durch die Sowjetische Militäradministration; Oktober 1949 Innenminister der DDR |                      |
| 5. Dezember 1949 – 23. Juli 1952                                              | Rudolf Jahn       | SED     | Kabinett Jahn I, II            |                                                                                         | Rudolf Jahn (rechts) |
| Vom 25. Juli 1952 bis zum 3. Oktober 1990 war das Land Brandenburg aufgelöst. |                   |         |                                |                                                                                         |                      |
| 3. Oktober 1990 – 1. November 1990                                            | Jochen Wolf       | SPD     |                                | kommissarisch als Landesbevollmächtigter                                                |                      |
| 1. November 1990 – 25. Juni 2002                                              | Manfred Stolpe    | SPD     | Kabinett Stolpe I, II, III     | Rücktritt                                                                               |                      |
| 25. Juni 2002 – 28. August 2013                                               | Matthias Platzeck | SPD     | Kabinett Platzeck I, II, III   | Rücktritt aus gesundheitlichen Gründen                                                  |                      |
| Seit 28. August 2013                                                          | Dietmar Woidke    | SPD     | Kabinett Woidke I, II, III, IV |                                                                                         |                      |

### Bremen

Lage in Deutschland
Wappen
Flagge
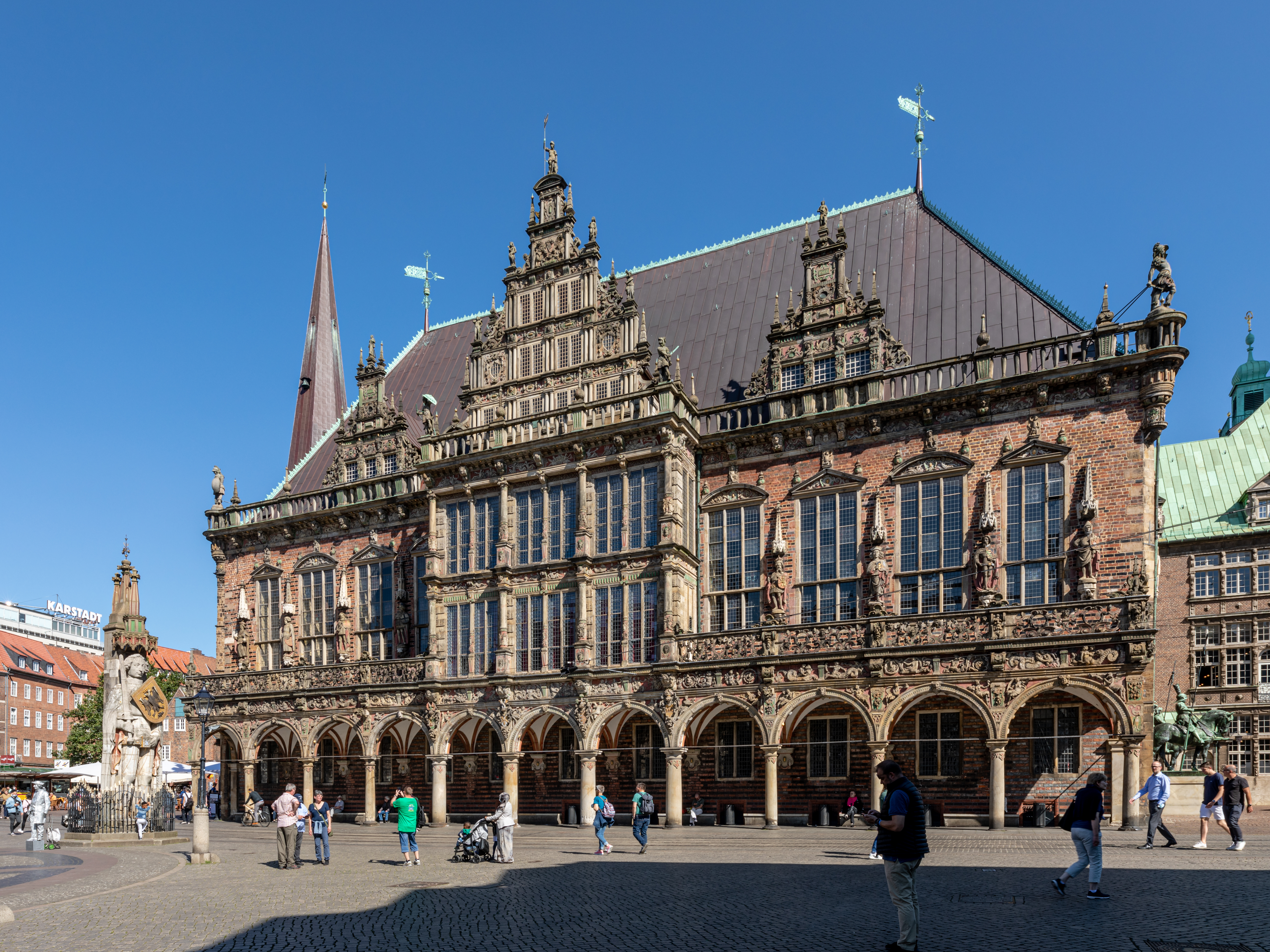
Bremer Rathaus, Sitz des Bürgermeisters und Präsidenten des Senats

| Amtszeit                               | Bürgermeister und Präsident des Senats | Partei    | Senat                                   | Anmerkungen                                                                                     | Bild |
| -------------------------------------- | -------------------------------------- | --------- | --------------------------------------- | ----------------------------------------------------------------------------------------------- | ---- |
| 26. April 1945 – 30. April 1945        | Johannes Schroers                      | parteilos |                                         | Ernannt durch die britische Militärregierung, nach vier Tagen wieder abgesetzt                  |      |
| 4. Mai 1945 – 1. August 1945           | Erich Vagts                            | parteilos | Senat Vagts                             | Ernannt durch die US-Militärregierung                                                           |      |
| 1. August 1945 – 20. Juli 1965         | Wilhelm Kaisen                         | SPD       | Senat Kaisen I, II, III, IV, V, VI, VII | Ernannt durch die US-Militärregierung, 1947 demokratisch bestätigt; Rücktritt aus Altersgründen |      |
| 20. Juli 1965 – 28. November 1967      | Willy Dehnkamp                         | SPD       | Senat Dehnkamp                          | Amtsverzicht nach deutlichen Stimmenverlusten der SPD bei der Bürgerschaftswahl 1967            |      |
| 28. November 1967 – 18. September 1985 | Hans Koschnick                         | SPD       | Senat Koschnick I, II, III, IV, V       |                                                                                                 |      |
| 18. September 1985 – 4. Juli 1995      | Klaus Wedemeier                        | SPD       | Senat Wedemeier I, II, III              | Amtsverzicht nach deutlichen Stimmenverlusten der SPD bei der Bürgerschaftswahl 1995            |      |
| 4. Juli 1995 – 7. November 2005        | Henning Scherf                         | SPD       | Senat Scherf I, II, III                 | Rücktritt aus Altersgründen                                                                     |      |
| 7. November 2005 – 15. Juli 2015       | Jens Böhrnsen                          | SPD       | Senat Böhrnsen I, II, III               | Amtsverzicht nach deutlichen Stimmenverlusten der SPD bei der Bürgerschaftswahl 2015            |      |
| 15. Juli 2015 – 15. August 2019        | Carsten Sieling                        | SPD       | Senat Sieling                           | Amtsverzicht nach deutlichen Stimmenverlusten der SPD bei der Bürgerschaftswahl 2019            |      |
| Seit 15. August 2019                   | Andreas Bovenschulte                   | SPD       | Senat Bovenschulte I, II                |                                                                                                 |      |

### Hamburg

Lage in Deutschland
Wappen
Flagge
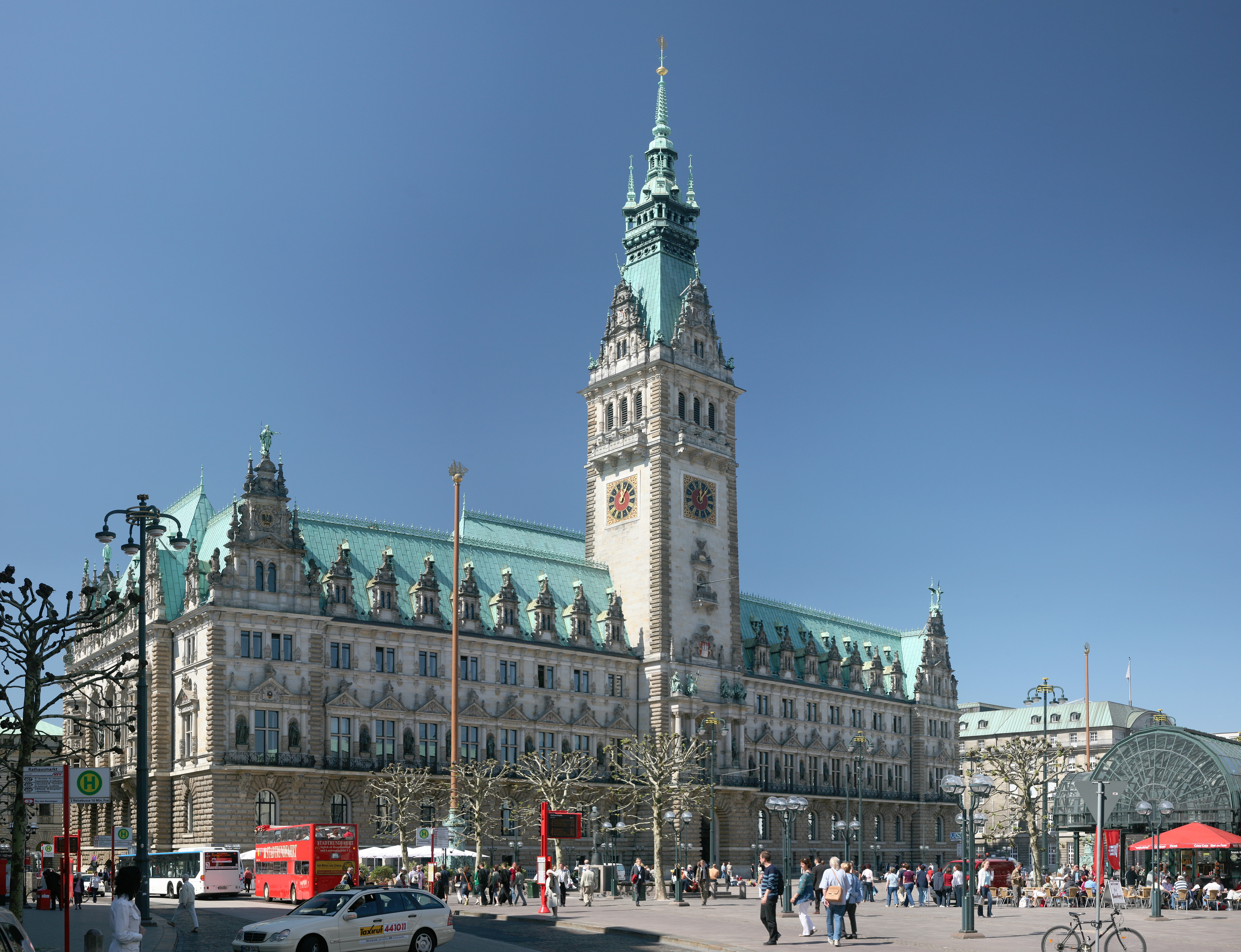
Hamburger Rathaus, Sitz des Ersten Bürgermeisters

| Amtszeit                                   | Erster Bürgermeister und Präsident des Senats | Partei             | Senat                             | Anmerkungen | Bild |
| ------------------------------------------ | --------------------------------------------- | ------------------ | --------------------------------- | --- | ---- |
| 15. Mai 1945 – 15. (22.) November 1946     | Rudolf Petersen                               | CDU (ab Juni 1946) | Senat Petersen                    | Ernannt durch die britische Militärregierung |      |
| 15. (22.) November 1946 – 2. Dezember 1953 | Max Brauer                                    | SPD                | Senat Brauer I, II                | Senatswahl 15. November 1946 (Vereidigung 22. November) durch die Hamburgische Bürgerschaft. Nach der Bürgerschaftswahl 1953 Abwahl durch konstruktives Misstrauensvotum |      |
| 2. Dezember 1953 – 4. Dezember 1957        | Kurt Sieveking                                | CDU                | Senat Sieveking                   | Amtsverlust durch Wahlniederlage |      |
| 4. Dezember 1957 – 31. Dezember 1960       | Max Brauer                                    | SPD                | Senat Brauer III                  | Rücktritt und vereinbarte Amtsübergabe an einen jüngeren Nachfolger innerhalb der Wahlperiode                                                                            |      |
| 31. Dezember 1960 – 1. Januar 1961         | Edgar Engelhard                               | FDP                | Senat Brauer III                  | kommissarisch |      |
| 1. Januar 1961 – 9. Juni 1965              | Paul Nevermann                                | SPD                | Senat Nevermann I, II             | Rücktritt wegen Presseskandal nach Staatsbesuch (nicht eingehaltene „Protokollpflichten“ der getrennt lebenden Ehefrau)                                                  |      |
| 9. Juni 1965 – 9. Juni 1971                | Herbert Weichmann                             | SPD                | Senat Weichmann I, II, III        | Rücktritt aus Altersgründen |      |
| 9. Juni 1971 – 4. November 1974            | Peter Schulz                                  | SPD                | Senat Schulz I, II                | Rücktritt wegen schlechten Abschneidens der SPD in der Bürgerschaftswahl 1974                                                                                            |      |
| 4. November 1974 – 12. November 1974       | Dieter Biallas                                | FDP                | Senat Schulz II                   | kommissarisch |      |
| 12. November 1974 – 25. Mai 1981           | Hans-Ulrich Klose                             | SPD                | Senat Klose I, II                 | Rücktritt wegen parteiinternen Streitigkeiten um das Kernkraftwerk Brokdorf                                                                                              |      |
| 25. Mai 1981 – 24. Juni 1981               | Helga Elstner                                 | SPD                | Senat Klose II                    | kommissarisch |      |
| 24. Juni 1981 – 8. Juni 1988               | Klaus von Dohnanyi                            | SPD                | Senat von Dohnanyi I, II, III, IV | Zeitweise Minderheits- bzw. kommissarischer Senat wegen fehlenden Mehrheiten nach den Bürgerschaftswahlen 1982 und 1986                                                  |      |
| 8. Juni 1988 – 8. Oktober 1997             | Henning Voscherau                             | SPD                | Senat Voscherau I, II, III        | Rücktritt nach deutlichen Stimmenverlusten der SPD bei der Bürgerschaftswahl 1997                                                                                        |      |
| 8. Oktober 1997 – 12. November 1997        | Erhard Rittershaus                            | Statt              | Senat Voscherau III               | kommissarisch |      |
| 12. November 1997 – 30. Oktober 2001       | Ortwin Runde                                  | SPD                | Senat Runde                       | Erster direkt durch die Hamburgische Bürgerschaft gewählter Regierungschef. Amtsverlust durch Wahlniederlage                                                             |      |
| 30. Oktober 2001 – 31. Oktober 2001        | Krista Sager                                  | Grüne              | Senat Runde                       | kommissarisch |      |
| 31. Oktober 2001 – 25. August 2010         | Ole von Beust                                 | CDU                | Senat von Beust I, II, III        | Rücktritt nach der Hälfte seiner dritten Amtszeit |      |
| 25. August 2010 – 7. März 2011             | Christoph Ahlhaus                             | CDU                | Senat Ahlhaus                     | Vom 29. November 2010 bis zum 7. März 2011 mit einer Minderheitsregierung. Amtsverlust durch Wahlniederlage                                                              |      |
| 7. März 2011 – 13. März 2018               | Olaf Scholz                                   | SPD                | Senat Scholz I, II                | Rücktritt aufgrund der Ernennung zum Bundesminister der Finanzen und Stellvertreter der Bundeskanzlerin                                                                  |      |
| 13. März 2018 – 28. März 2018              | Katharina Fegebank                            | Grüne              | Senat Scholz II                   | kommissarisch |      |
| Seit 28. März 2018                         | Peter Tschentscher                            | SPD                | Senat Tschentscher I, II, III     | |      |

### Hessen

Lage in Deutschland
Wappen
Flagge
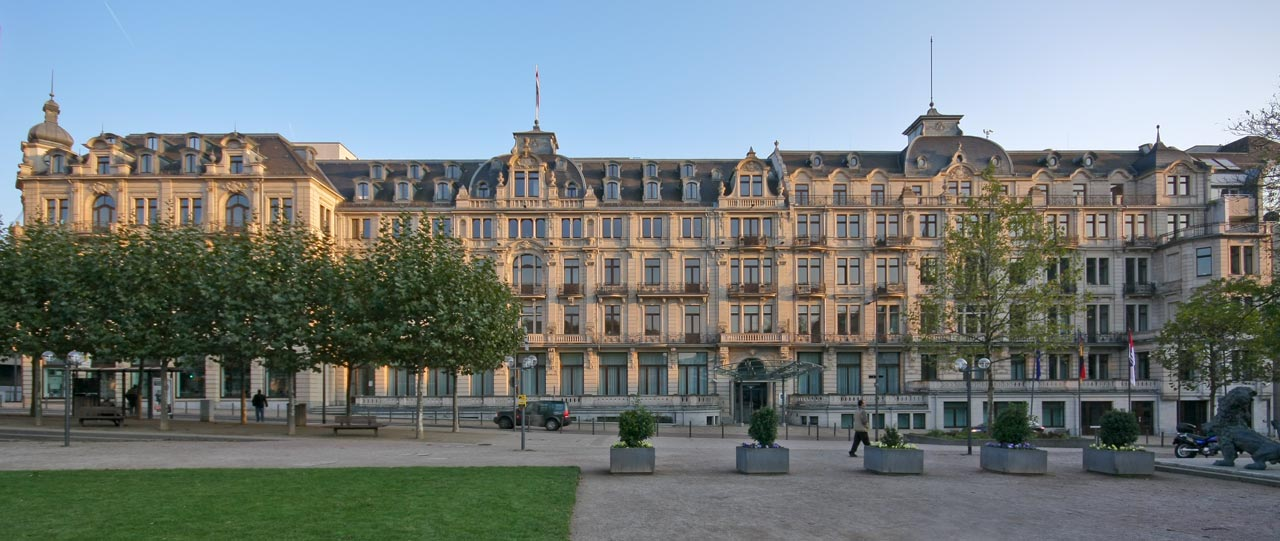
Hessische Staatskanzlei, Sitz des Ministerpräsidenten

| Amtszeit                              | Ministerpräsident   | Partei         | Regierung                       | Anmerkungen | Bild           |
| 1945 bis 1946:                        | 1945 bis 1946:      | 1945 bis 1946: | 1945 bis 1946:                  | 1945 bis 1946: | 1945 bis 1946: |
| Groß-Hessen                           | Groß-Hessen         | Groß-Hessen    | Groß-Hessen                     | Groß-Hessen | Groß-Hessen    |
| ------------------------------------- | ------------------- | -------------- | ------------------------------- | --- | -------------- |
| 16. Oktober 1945 – 30. November 1946  | Karl Geiler         | parteilos      | Kabinett Geiler                 | Ernannt durch die US-Militärregierung |                |
| ab 1946:                              |                     |                |                                 | |                |
| Hessen                                |                     |                |                                 | |                |
| 20. Dezember 1946 – 14. Dezember 1950 | Christian Stock     | SPD            | Kabinett Stock                  | |                |
| 14. Dezember 1950 – 3. Oktober 1969   | Georg-August Zinn   | SPD            | Kabinett Zinn I, II, III, IV, V | Rücktritt aus gesundheitlichen Gründen |                |
| 3. Oktober 1969 – 3. Oktober 1976     | Albert Osswald      | SPD            | Kabinett Osswald I, II, III     | Rücktritt wegen des Helaba-Skandals |                |
| 3. Oktober 1976 – 12. Oktober 1976    | Heinz-Herbert Karry | FDP            | Kabinett Osswald III            | kommissarisch |                |
| 12. Oktober 1976 – 23. April 1987     | Holger Börner       | SPD            | Kabinett Börner I, II, III      | Vom 1. Dezember 1982 bis 4. Juli 1984 geschäftsführend. Zur Landtagswahl 1987 nicht mehr als Spitzenkandidat seiner Partei angetreten          |                |
| 23. April 1987 – 5. April 1991        | Walter Wallmann     | CDU            | Kabinett Wallmann               | Amtsverlust durch Wahlniederlage |                |
| 5. April 1991 – 7. April 1999         | Hans Eichel         | SPD            | Kabinett Eichel I, II           | Amtsverlust durch Wahlniederlage |                |
| 7. April 1999 – 31. August 2010       | Roland Koch         | CDU            | Kabinett Koch I, II, III        | Vom 5. April 2008 bis zum 5. Februar 2009 geschäftsführend. Rücktritt wegen bevorstehender Berufung zum Vorstandsmitglied bei Bilfinger Berger |                |
| 31. August 2010 – 31. Mai 2022        | Volker Bouffier     | CDU            | Kabinett Bouffier I, II, III    | Rücktritt aus Altersgründen |                |
| Seit 31. Mai 2022                     | Boris Rhein         | CDU            | Kabinett Rhein I, II            | |                |

### Mecklenburg-Vorpommern

Lage in Deutschland
Wappen
Flagge
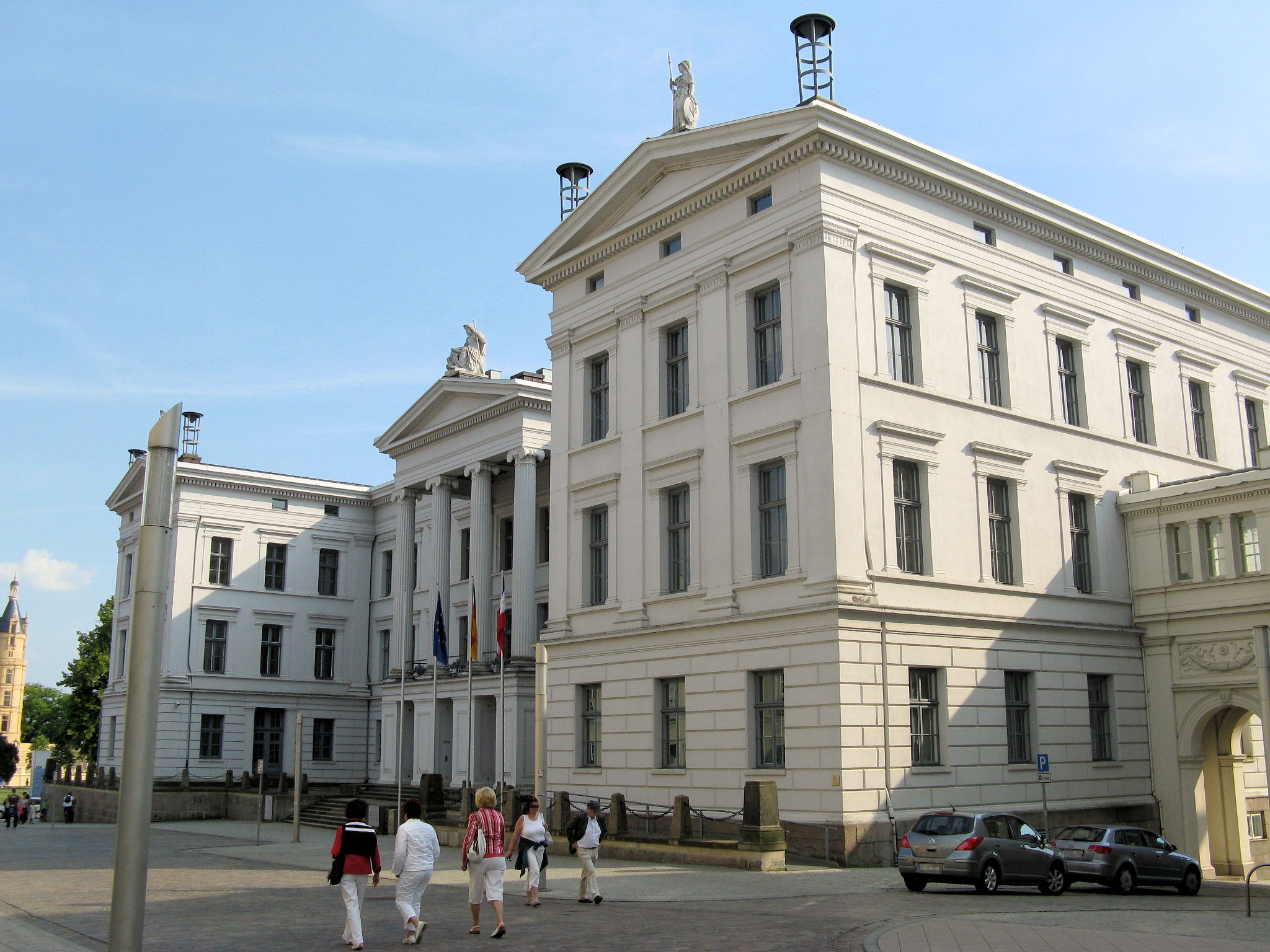
Staatskanzlei des Landes Mecklenburg-Vorpommern, Sitz der Ministerpräsidentin

| Amtszeit                                                                      | Ministerpräsident                                                     | Partei                                                                | Regierung                                                             | Anmerkungen                                                           | Bild                                                                  |
| Vom 9. Dezember 1946 bis zum 23. Juli 1952 hieß das Land Mecklenburg.         | Vom 9. Dezember 1946 bis zum 23. Juli 1952 hieß das Land Mecklenburg. | Vom 9. Dezember 1946 bis zum 23. Juli 1952 hieß das Land Mecklenburg. | Vom 9. Dezember 1946 bis zum 23. Juli 1952 hieß das Land Mecklenburg. | Vom 9. Dezember 1946 bis zum 23. Juli 1952 hieß das Land Mecklenburg. | Vom 9. Dezember 1946 bis zum 23. Juli 1952 hieß das Land Mecklenburg. |
| ----------------------------------------------------------------------------- | --------------------------------------------------------------------- | --------------------------------------------------------------------- | --------------------------------------------------------------------- | --------------------------------------------------------------------- | --------------------------------------------------------------------- |
| 4. Juli 1945 – 19. Juli 1951                                                  | Wilhelm Höcker                                                        | SPD/SED                                                               | Kabinett Höcker I, II                                                 | Ernannt durch die Sowjetische Militäradministration                   |                                                                       |
| 19. Juli 1951 – 28. Juli 1951                                                 | Kurt Bürger                                                           | SED                                                                   | Kabinett Bürger                                                       |                                                                       |                                                                       |
| 24. August 1951 – 23. Juli 1952                                               | Bernhard Quandt                                                       | SED                                                                   | Kabinett Quandt                                                       |                                                                       |                                                                       |
| Vom 25. Juli 1952 bis zum 3. Oktober 1990 war das Land Mecklenburg aufgelöst. |                                                                       |                                                                       |                                                                       |                                                                       |                                                                       |
| 3. Oktober 1990 – 27. Oktober 1990                                            | Martin Brick                                                          | CDU                                                                   |                                                                       | kommissarisch als Landesbevollmächtigter                              |                                                                       |
| 27. Oktober 1990 – 18. März 1992                                              | Alfred Gomolka                                                        | CDU                                                                   | Kabinett Gomolka                                                      | Rücktritt wegen der sog. „Werftenkrise“                               |                                                                       |
| 19. März 1992 – 2. November 1998                                              | Berndt Seite                                                          | CDU                                                                   | Kabinett Seite I, II                                                  | Amtsverlust durch Wahlniederlage                                      |                                                                       |
| 3. November 1998 – 5. Oktober 2008                                            | Harald Ringstorff                                                     | SPD                                                                   | Kabinett Ringstorff I, II, III                                        | Rücktritt aus Altersgründen                                           |                                                                       |
| 5. Oktober 2008 – 4. Juli 2017                                                | Erwin Sellering                                                       | SPD                                                                   | Kabinett Sellering I, II, III                                         | Rücktritt aus gesundheitlichen Gründen                                |                                                                       |
| Seit 4. Juli 2017                                                             | Manuela Schwesig                                                      | SPD                                                                   | Kabinett Schwesig I, II                                               |                                                                       |                                                                       |

### Niedersachsen

Lage in Deutschland
Wappen
Flagge
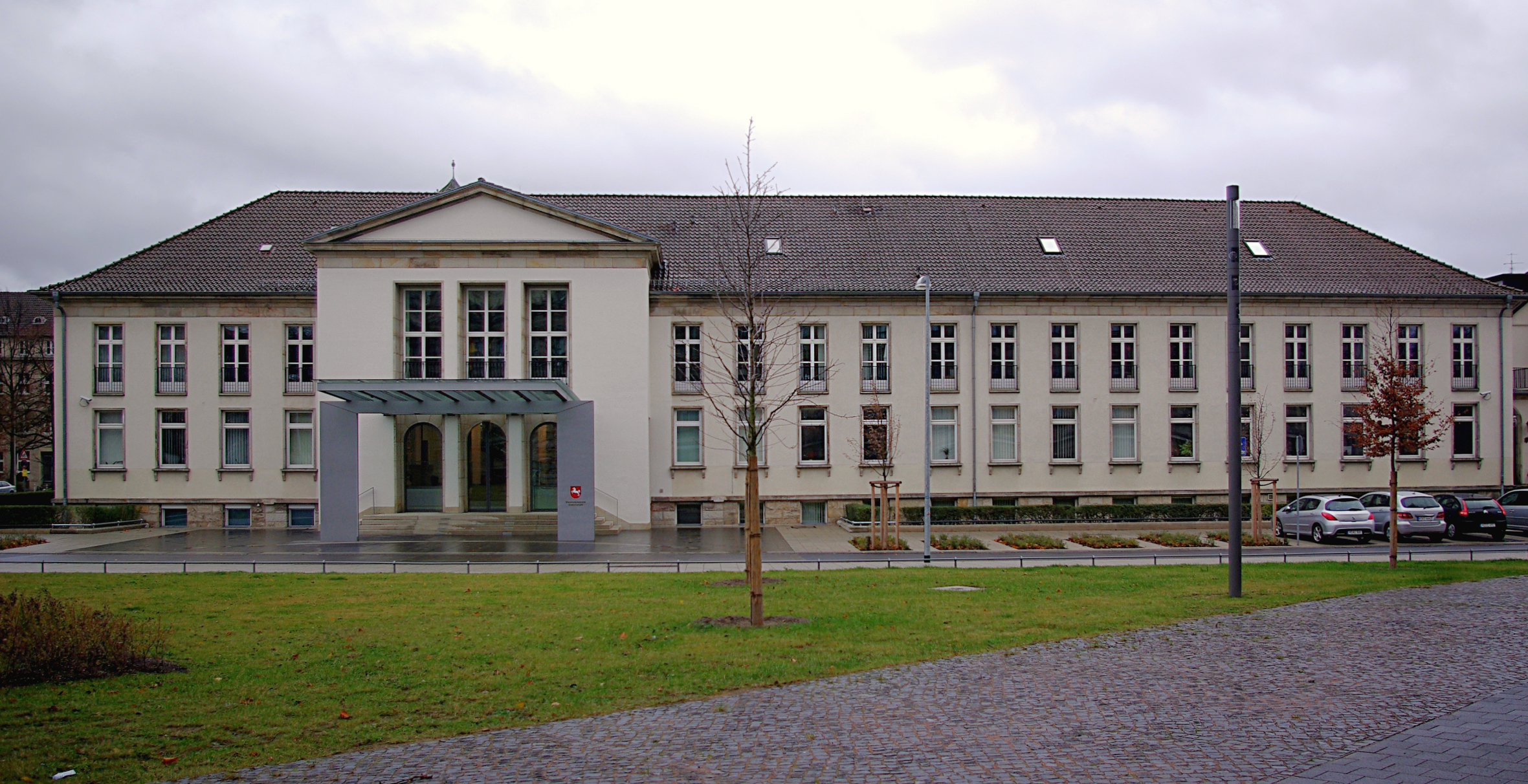
Niedersächsische Staatskanzlei, Sitz des Ministerpräsidenten

| Amtszeit                             | Ministerpräsident        | Partei                   | Regierung                           | Anmerkungen | Bild                     |
| Vorgängerländer 1945/46:             | Vorgängerländer 1945/46: | Vorgängerländer 1945/46: | Vorgängerländer 1945/46:            | Vorgängerländer 1945/46:                                                                                                  | Vorgängerländer 1945/46: |
| Braunschweig                         | Braunschweig             | Braunschweig             | Braunschweig                        | Braunschweig | Braunschweig             |
| ------------------------------------ | ------------------------ | ------------------------ | ----------------------------------- | --- | ------------------------ |
| Mai 1945 – 7. Mai 1946               | Hubert Schlebusch        | SPD                      | Kabinett Schlebusch                 | |                          |
| 7. Mai 1946 – 23. November 1946      | Alfred Kubel             | SPD                      | Kabinett Kubel                      | |                          |
| Hannover                             |                          |                          |                                     | |                          |
| 23. August 1946 – 9. Dezember 1946   | Hinrich Wilhelm Kopf     | SPD                      | Kabinett Kopf                       | Ernannt durch die britische Militärregierung                                                                              |                          |
| Oldenburg                            |                          |                          |                                     | |                          |
| Mai 1945 – 23. November 1946         | Theodor Tantzen          | FDP                      | Kabinett Tantzen II                 | |                          |
| Schaumburg-Lippe                     |                          |                          |                                     | |                          |
| Juni 1945 – 30. April 1946           | Heinrich Drake           | parteilos                | Kabinett Drake-Bövers               | Ernannt durch die britische Militärregierung; gleichzeitig Ministerpräsident (Amtsbezeichnung: Landespräsident) von Lippe |                          |
| ab 1946:                             |                          |                          |                                     | |                          |
| Niedersachsen                        |                          |                          |                                     | |                          |
| Amtszeit                             | Ministerpräsident        | Partei                   | Regierung                           | Anmerkungen | Bild                     |
| 23. November 1946 – 26. Mai 1955     | Hinrich Wilhelm Kopf     | SPD                      | Kabinett Kopf I, II, III, IV        | Ernannt durch die britische Militärregierung                                                                              |                          |
| 26. Mai 1955 – 12. Mai 1959          | Heinrich Hellwege        | DP                       | Kabinett Hellwege I, II             | Amtsverlust durch Wahlniederlage                                                                                          |                          |
| 12. Mai 1959 – 21. Dezember 1961     | Hinrich Wilhelm Kopf     | SPD                      | Kabinett Kopf V                     | Im Amt verstorben |                          |
| 29. Dezember 1961 – 8. Juli 1970     | Georg Diederichs         | SPD                      | Kabinett Diederichs I, II, III, IV  | |                          |
| 8. Juli 1970 – 6. Februar 1976       | Alfred Kubel             | SPD                      | Kabinett Kubel I, II                | Rücktritt aus Altersgründen                                                                                               |                          |
| 6. Februar 1976 – 21. Juni 1990      | Ernst Albrecht           | CDU                      | Kabinett Albrecht I, II, III, IV, V | Amtsverlust durch Wahlniederlage                                                                                          |                          |
| 21. Juni 1990 – 27. Oktober 1998     | Gerhard Schröder         | SPD                      | Kabinett Schröder I, II, III        | Rücktritt wegen bevorstehender Wahl zum Bundeskanzler der Bundesrepublik Deutschland                                      |                          |
| 28. Oktober 1998 – 15. Dezember 1999 | Gerhard Glogowski        | SPD                      | Kabinett Glogowski                  | Rücktritt nach Vorwürfen der Vorteilsnahme                                                                                |                          |
| 15. Dezember 1999 – 4. März 2003     | Sigmar Gabriel           | SPD                      | Kabinett Gabriel                    | Amtsverlust durch Wahlniederlage                                                                                          |                          |
| 4. März 2003 – 30. Juni 2010         | Christian Wulff          | CDU                      | Kabinett Wulff I, II                | Rücktritt wegen der Übernahme des Amtes des Bundespräsidenten der Bundesrepublik Deutschland                              |                          |
| 30. Juni 2010 – 1. Juli 2010         | Jörg Bode                | FDP                      | Kabinett Wulff II                   | kommissarisch |                          |
| 1. Juli 2010 – 19. Februar 2013      | David McAllister         | CDU                      | Kabinett McAllister                 | Amtsverlust durch Wahlniederlage                                                                                          |                          |
| 19. Februar 2013– 20. Mai 2025       | Stephan Weil             | SPD                      | Kabinett Weil I, II, III            | Rücktritt aus persönlichen Gründen                                                                                        |                          |
| Seit 20. Mai 2025                    | Olaf Lies                | SPD                      | Kabinett Lies                       | |                          |

### Nordrhein-Westfalen

Lage in Deutschland
Wappen
Flagge
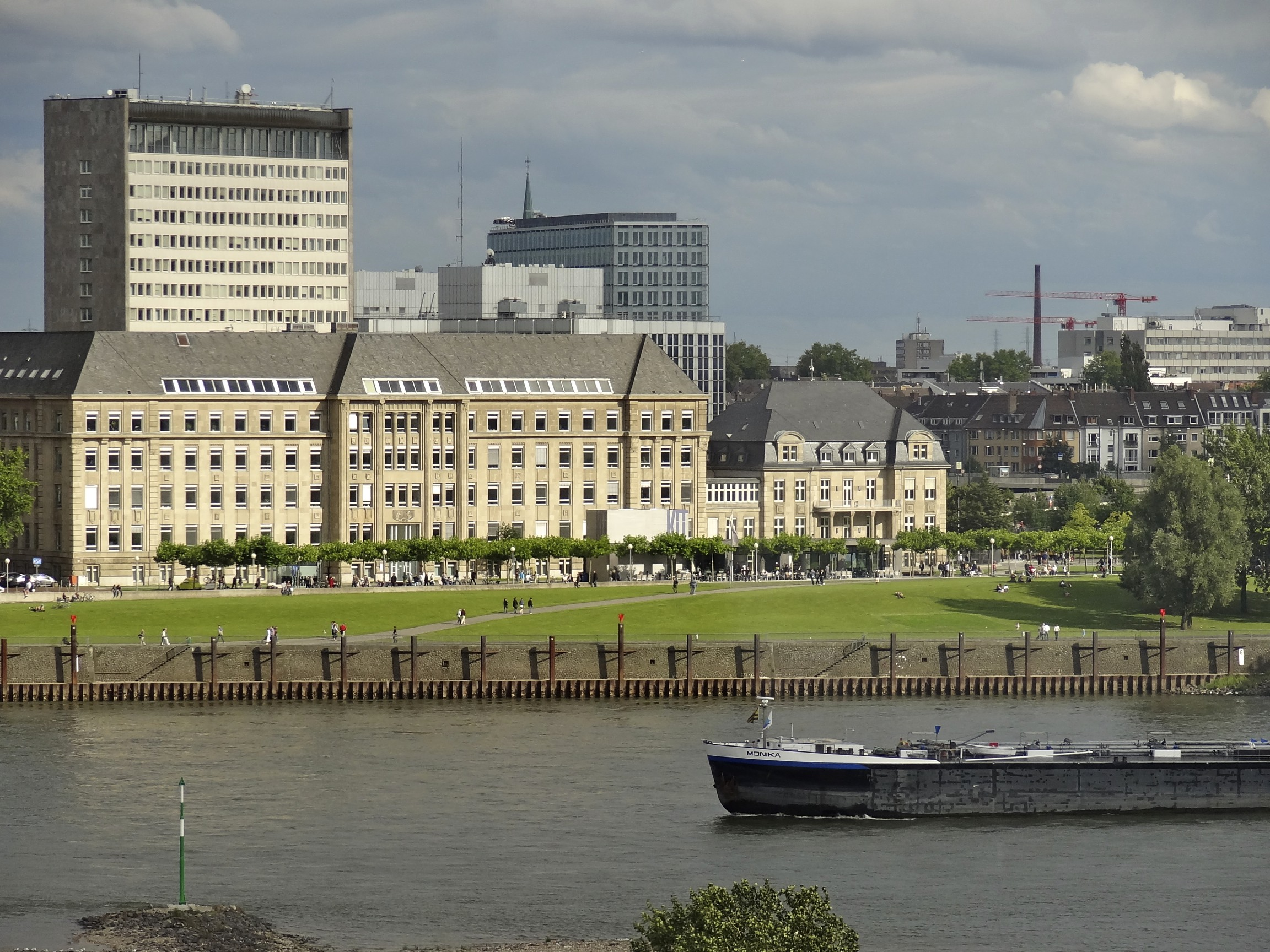
Landeshaus Düsseldorf, Sitz des Ministerpräsidenten

| Ministerpräsident | Partei | Bild      | Amtszeit                   | Kabinette | Anmerkungen |
| Lippe             | Lippe  | Lippe     | Lippe                      | Lippe     | Lippe |
| ----------------- | ------ | --------- | -------------------------- | --------- | --- |
| Heinrich Drake    |        | parteilos | Mai 1945 – 21. Januar 1947 | VIII      | Ernannt durch die britische Militärregierung; gleichzeitig Ministerpräsident (Amtsbezeichnung: Landespräsident) von Schaumburg-Lippe (von Juni 1945 bis April 1946) |

| Ministerpräsident            | Partei              | Bild                       | Amtszeit                              | Kabinette           | Anmerkungen                                                                                             |  |
| Nordrhein-Westfalen          | Nordrhein-Westfalen | Nordrhein-Westfalen        | Nordrhein-Westfalen                   | Nordrhein-Westfalen | Nordrhein-Westfalen                                                                                     |  |
| ---------------------------- | ------------------- | -------------------------- | ------------------------------------- | ------------------- | --- |  |
| Rudolf Amelunxen             |                     | parteilos, ab 1947 Zentrum | 29. August 1946 – 17. Juni 1947       | I, II               | Ernannt durch die britische Militärregierung                                                            |  |
| Karl Arnold                  |                     | CDU                        | 17. Juni 1947 – 20. Februar 1956      | I, II, III          | Abgewählt durch konstruktives Misstrauensvotum                                                          |  |
| Fritz Steinhoff              |                     | SPD                        | 20. Februar 1956 – 21. Juli 1958      | I                   | Amtsverlust durch Wahlniederlage                                                                        |  |
| Franz Meyers                 |                     | CDU                        | 21. Juli 1958 – 8. Dezember 1966      | I, II, III          | Abgewählt durch konstruktives Misstrauensvotum                                                          |  |
| Heinz Kühn                   |                     | SPD                        | 8. Dezember 1966 – 20. September 1978 | I, II, III          | |  |
| Johannes Rau                 |                     | SPD                        | 20. September 1978 – 27. Mai 1998     | I, II, III, IV, V   | |  |
| Wolfgang Clement             |                     | SPD                        | 27. Mai 1998 – 20. Oktober 2002       | I, II               | Rücktritt wegen bevorstehender Ernennung zum Bundesminister für Wirtschaft und Arbeit                   |  |
| Michael Vesper kommissarisch |                     | Grüne                      | 21. Oktober 2002 – 5. November 2002   | Clement II          | |  |
| Peer Steinbrück              |                     | SPD                        | 6. November 2002 – 21. Juni 2005      | I                   | Amtsverlust durch Wahlniederlage                                                                        |  |
| Jürgen Rüttgers              |                     | CDU                        | 21. Juni 2005 – 14. Juli 2010         | I                   | Amtsverlust durch Wahlniederlage                                                                        |  |
| Hannelore Kraft              |                     | SPD                        | 14. Juli 2010 – 27. Juni 2017         | I, II               | Vom 14. Juli 2010 bis zum 20. Juni 2012 mit einer Minderheitsregierung Amtsverlust durch Wahlniederlage |  |
| Armin Laschet                |                     | CDU                        | 27. Juni 2017 – 26. Oktober 2021      | I                   | Rücktritt wegen Annahme eines Bundestagsmandates                                                        |  |
| Joachim Stamp kommissarisch  |                     | FDP                        | 26. Oktober 2021 – 27. Oktober 2021   | Laschet I           | |  |
| Hendrik Wüst                 |                     | CDU                        | seit 27. Oktober 2021                 | I, II               | |  |

### Rheinland-Pfalz

Lage in Deutschland
Wappen
Flagge
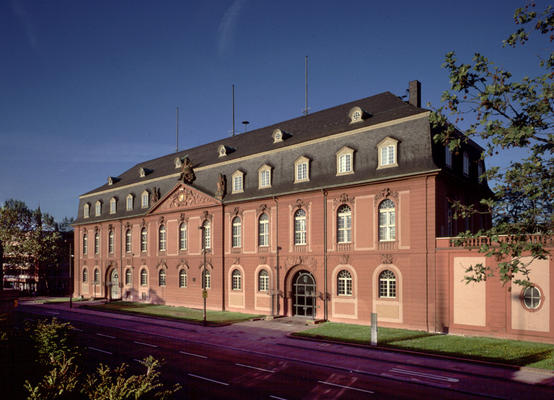
Neues Zeughaus, Sitz der Ministerpräsidentin

| Amtszeit                            | Ministerpräsident    | Partei | Regierung                               | Anmerkungen                                                                         | Bild |
| ----------------------------------- | -------------------- | ------ | --------------------------------------- | ----------------------------------------------------------------------------------- | ---- |
| 1. Dezember 1946 – 8. Juli 1947     | Wilhelm Boden        | CDU    | Kabinett Boden I, II                    | Ernannt durch die Französische Militärregierung                                     |      |
| 9. Juli 1947 – 18. Mai 1969         | Peter Altmeier       | CDU    | Kabinett Altmeier I, II, III, IV, V, VI | Die längste ununterbrochene Amtszeit aller deutschen Ministerpräsidenten nach 1945  |      |
| 19. Mai 1969 – 1. Dezember 1976     | Helmut Kohl          | CDU    | Kabinett Kohl I, II, III                | Rücktritt wegen Übernahme des Vorsitzes der CDU/CSU-Fraktion im Deutschen Bundestag |      |
| 2. Dezember 1976 – 7. Dezember 1988 | Bernhard Vogel       | CDU    | Kabinett Vogel I, II, III, IV           | Rücktritt wegen innerparteilicher Auseinandersetzungen                              |      |
| 8. Dezember 1988 – 20. Mai 1991     | Carl-Ludwig Wagner   | CDU    | Kabinett Wagner                         | Amtsverlust durch Wahlniederlage                                                    |      |
| 21. Mai 1991 – 26. Oktober 1994     | Rudolf Scharping     | SPD    | Kabinett Scharping                      | Rücktritt wegen Übernahme des Vorsitzes der SPD-Fraktion im Deutschen Bundestag     |      |
| 26. Oktober 1994 – 16. Januar 2013  | Kurt Beck            | SPD    | Kabinett Beck I, II, III, IV, V         | Rücktritt aus gesundheitlichen Gründen                                              |      |
| 16. Januar 2013 – 10. Juli 2024     | Malu Dreyer          | SPD    | Kabinett Dreyer I, II, III              | Rücktritt aus gesundheitlichen Gründen                                              |      |
| Seit 10. Juli 2024                  | Alexander Schweitzer | SPD    | Kabinett Schweitzer                     |                                                                                     |      |

### Saarland

Lage in Deutschland
Wappen
Flagge
Flagge von 1947 bis 1956
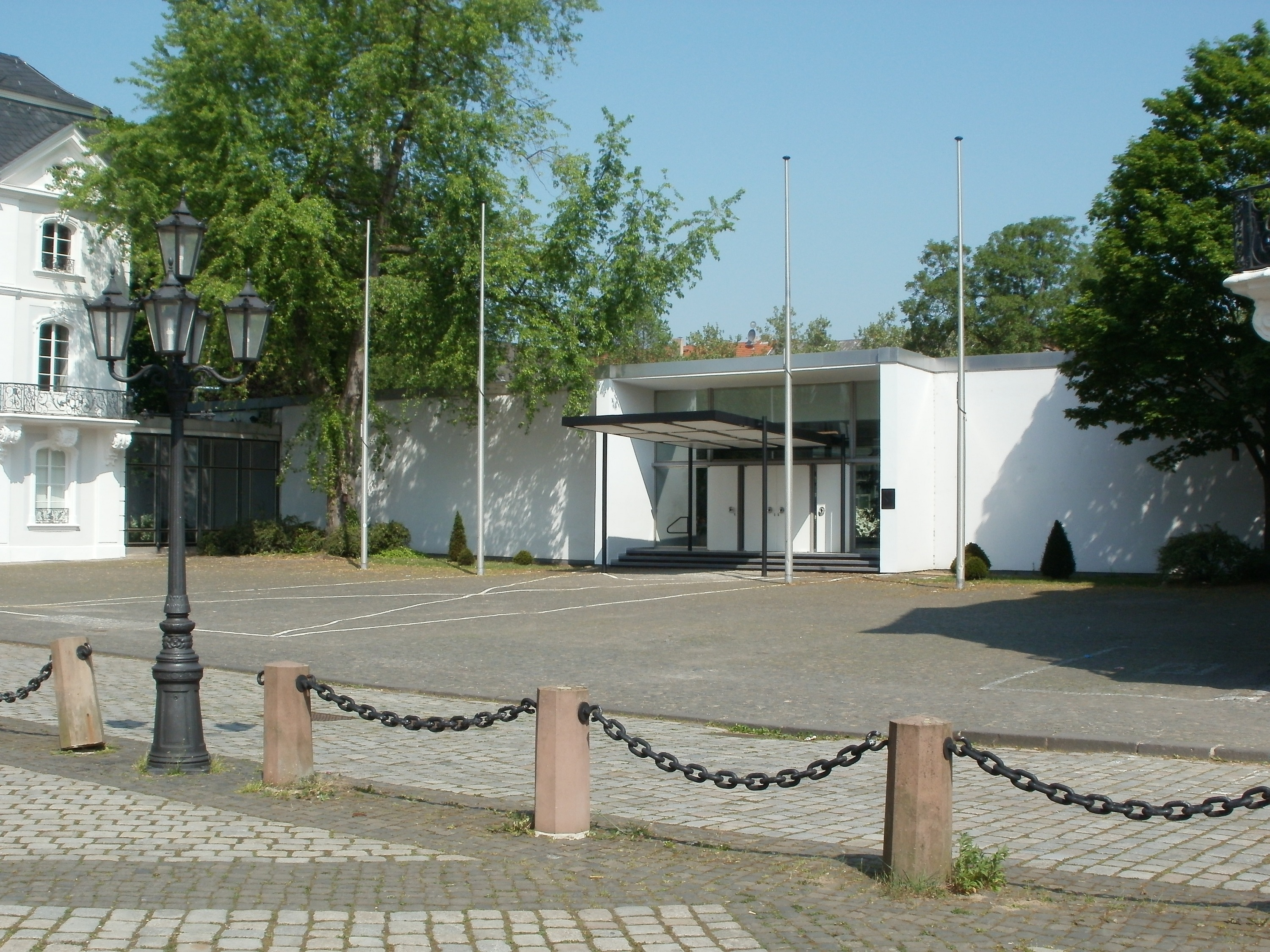
Saarländische Staatskanzlei, Sitz der Ministerpräsidentin

| Amtszeit                                                        | Ministerpräsident          | Partei    | Regierung                                       | Anmerkungen | Bild                       |
| --------------------------------------------------------------- | -------------------------- | --------- | ----------------------------------------------- | --- | -------------------------- |
| 4. Mai 1945 – 8. Oktober 1946                                   | Hans Neureuter             | parteilos | Regierungspräsident der französischen Regierung | Ernennung durch den US-Befehlshaber in Saarbrücken Oberst Louis G. Kelly, Entlassung durch den französischen Militärgouverneur Gilbert Grandval |                            |
| 20. Oktober 1946 – 20. Dezember 1947                            | Erwin Müller               | CVP       | Verwaltungskommission                           | Vorsitzender der Verwaltungskommission |                            |
| Saarland mit der Verfassung von 1947 als autonomes Gebiet:      |                            |           |                                                 | |                            |
| 15. Dezember 1947 – 23. Oktober 1955                            | Johannes Hoffmann          | CVP       | Kabinett Hoffmann I, II, III, IV                | |                            |
| 29. Oktober 1955 – 10. Januar 1956                              | Heinrich Welsch            | parteilos | Kabinett Welsch                                 | Übergangskabinett |                            |
| 10. Januar 1956 – 26. März 1957                                 | Hubert Ney                 | CDU       | Kabinett Ney                                    | |                            |
| Saarland nach dem Beitritt zur Bundesrepublik Deutschland 1957: |                            |           |                                                 | |                            |
| 4. Juni 1957 – 23. April 1959                                   | Egon Reinert               | CDU       | Kabinett Reinert I, II                          | Im Amt verstorben |                            |
| 23. April 1959 – 30. April 1959                                 | Kurt Conrad                | SPD       | Kabinett Reinert II                             | kommissarisch |                            |
| 30. April 1959 – 26. Juni 1979                                  | Franz-Josef Röder          | CDU       | Kabinett Röder I, II, III, IV, V, VI            | Im Amt verstorben |                            |
| 26. Juni 1979 – 5. Juli 1979                                    | Werner Klumpp              | FDP       | Kabinett Röder VI                               | kommissarisch |                            |
| 5. Juli 1979 – 9. April 1985                                    | Werner Zeyer               | CDU       | Kabinett Zeyer I, II, III                       | Amtsverlust durch Wahlniederlage |                            |
| 9. April 1985 – 27. Oktober 1998                                | Oskar Lafontaine           | SPD       | Kabinett Lafontaine I, II, III                  | Rücktritt wegen bevorstehender Ernennung zum Bundesminister der Finanzen                                                                        |                            |
| 27. Oktober 1998 – 10. November 1998                            | Christiane Krajewski       | SPD       | Kabinett Lafontaine III                         | kommissarisch |                            |
| 10. November 1998 – 28. September 1999                          | Reinhard Klimmt            | SPD       | Kabinett Klimmt                                 | Amtsverlust durch Wahlniederlage |                            |
| 28. September 1999 – 9. August 2011                             | Peter Müller               | CDU       | Kabinett Müller I, II, III                      | Rücktritt wegen bevorstehender Wahl zum Richter des Bundesverfassungsgerichts                                                                   |                            |
| 9. August 2011 – 10. August 2011                                | Christoph Hartmann         | FDP       | Kabinett Müller III                             | kommissarisch | Christoph Hartmann         |
| 10. August 2011 – 28. Februar 2018                              | Annegret Kramp-Karrenbauer | CDU       | Kabinett Kramp-Karrenbauer I, II, III           | Rücktritt wegen Wahl zur Generalsekretärin der CDU                                                                                              | Annegret Kramp-Karrenbauer |
| 28. Februar 2018 – 1. März 2018                                 | Anke Rehlinger             | SPD       | Kabinett Kramp-Karrenbauer III                  | kommissarisch | Anke Rehlinger             |
| 1. März 2018 – 25. April 2022                                   | Tobias Hans                | CDU       | Kabinett Hans                                   | Amtsverlust durch Wahlniederlage | Tobias Hans                |
| Seit 25. April 2022                                             | Anke Rehlinger             | SPD       | Kabinett Rehlinger                              | | Anke Rehlinger             |

### Sachsen

Lage in Deutschland
Wappen
Flagge
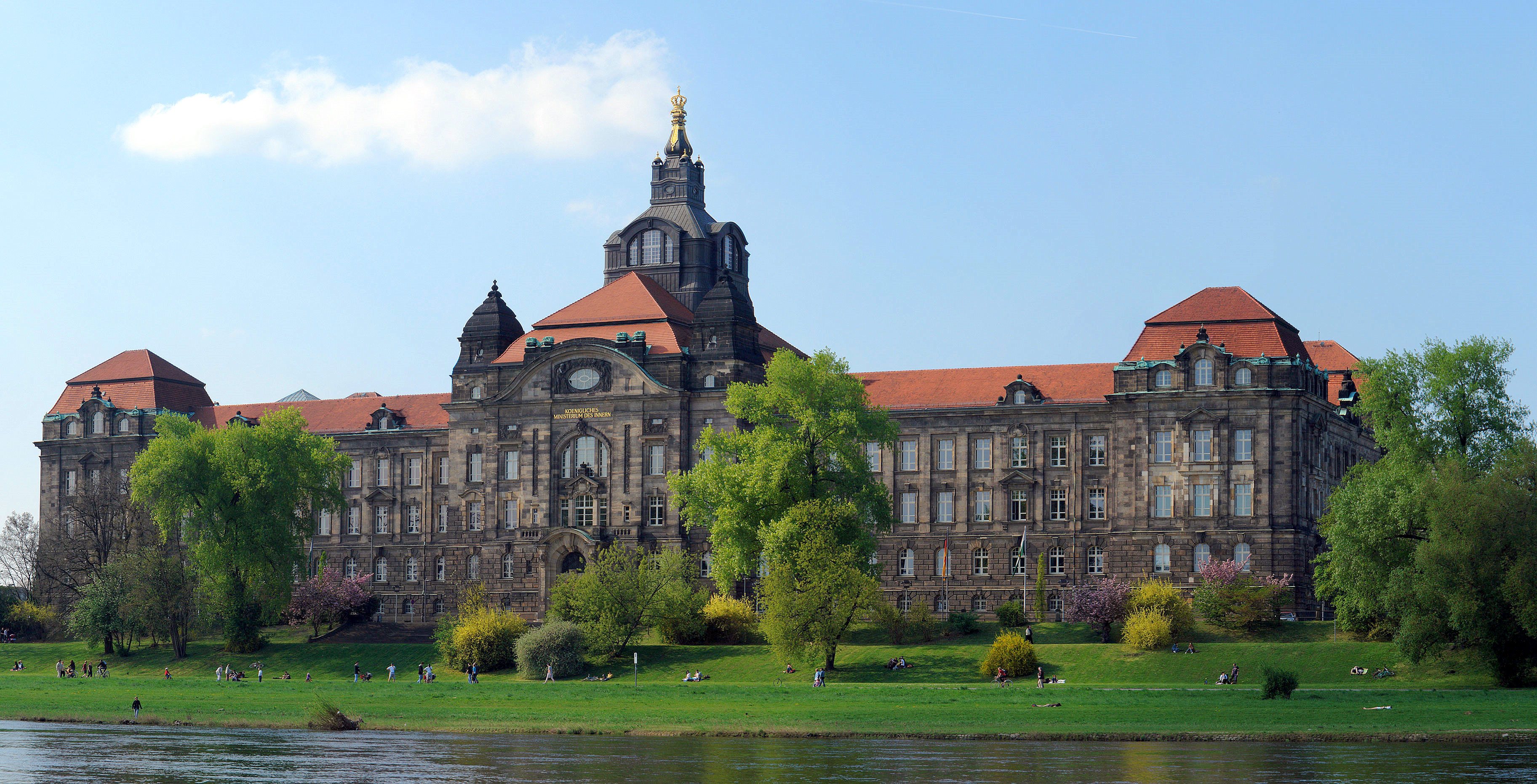
Sächsische Staatskanzlei, Sitz des Ministerpräsidenten

| Amtszeit                                                                  | Ministerpräsident  | Partei  | Regierung                      | Anmerkungen                                                                           | Bild |
| ------------------------------------------------------------------------- | ------------------ | ------- | ------------------------------ | ------------------------------------------------------------------------------------- | ---- |
| 4. Juli 1945 – 13. Juni 1947                                              | Rudolf Friedrichs  | SPD/SED | Kabinett Friedrichs I, II      | Ernannt durch die Sowjetische Militäradministration. Im Amt verstorben                |      |
| 30. Juli 1947 – 23. Juli 1952                                             | Max Seydewitz      | SED     | Kabinett Seydewitz I, II       |                                                                                       |      |
| Vom 25. Juli 1952 bis zum 3. Oktober 1990 war das Land Sachsen aufgelöst. |                    |         |                                |                                                                                       |      |
| 3. Oktober 1990 – 27. Oktober 1990                                        | Rudolf Krause      | CDU     |                                | kommissarisch als Landesbevollmächtigter                                              |      |
| 27. Oktober 1990 – 17. April 2002                                         | Kurt Biedenkopf    | CDU     | Kabinett Biedenkopf I, II, III | Rücktritt wegen etlicher Affären (z. B. Paunsdorf-Center-Affäre, Mietaffäre)          |      |
| 17. April 2002 – 18. April 2002                                           | Hans Geisler       | CDU     | Kabinett Biedenkopf III        | kommissarisch                                                                         |      |
| 18. April 2002 – 27. Mai 2008                                             | Georg Milbradt     | CDU     | Kabinett Milbradt I, II        | Rücktritt wegen der Affäre um die Sachsen-LB                                          |      |
| 27. Mai 2008 – 28. Mai 2008                                               | Thomas Jurk        | SPD     | Kabinett Milbradt II           | kommissarisch                                                                         |      |
| 28. Mai 2008 – 12. Dezember 2017                                          | Stanislaw Tillich  | CDU     | Kabinett Tillich I, II, III    | Rücktritt nach dem schlechten Abschneiden der CDU Sachsen bei der Bundestagswahl 2017 |      |
| 12. Dezember 2017 – 13. Dezember 2017                                     | Martin Dulig       | SPD     | Kabinett Tillich III           | kommissarisch                                                                         |      |
| Seit 13. Dezember 2017                                                    | Michael Kretschmer | CDU     | Kabinett Kretschmer I, II, III |                                                                                       |      |

### Sachsen-Anhalt

Lage in Deutschland
Wappen
Flagge
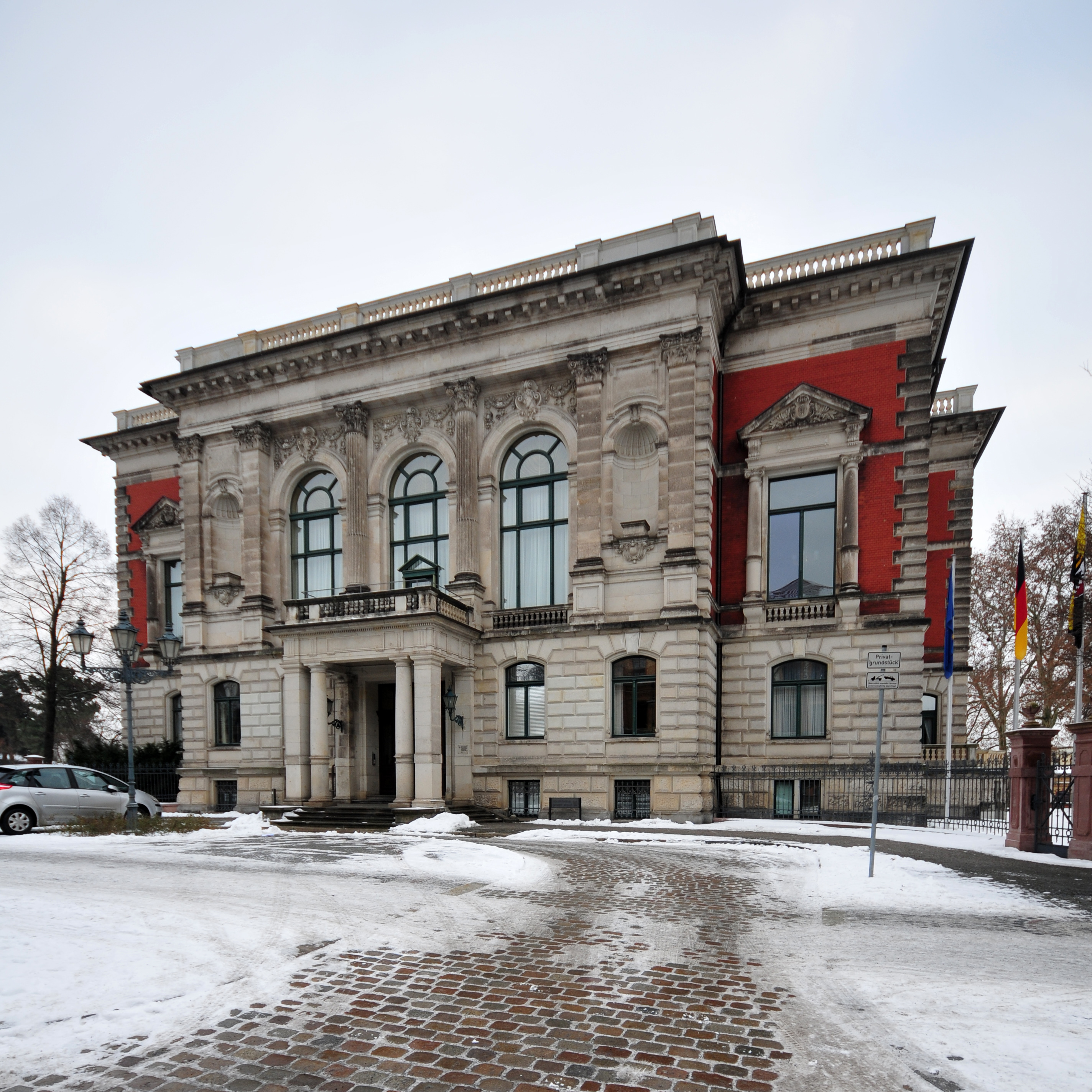
Palais am Fürstenwall, Sitz des Ministerpräsidenten

| Amtszeit                                                                                      | Ministerpräsident                                                                             | Partei                                                                                        | Regierung                                                                                     | Anmerkungen                                                                                   | Bild                                                                                          |
| Provinz Sachsen ab Oktober 1946: Provinz Sachsen-Anhalt ab 21. Juli 1947: Land Sachsen-Anhalt | Provinz Sachsen ab Oktober 1946: Provinz Sachsen-Anhalt ab 21. Juli 1947: Land Sachsen-Anhalt | Provinz Sachsen ab Oktober 1946: Provinz Sachsen-Anhalt ab 21. Juli 1947: Land Sachsen-Anhalt | Provinz Sachsen ab Oktober 1946: Provinz Sachsen-Anhalt ab 21. Juli 1947: Land Sachsen-Anhalt | Provinz Sachsen ab Oktober 1946: Provinz Sachsen-Anhalt ab 21. Juli 1947: Land Sachsen-Anhalt | Provinz Sachsen ab Oktober 1946: Provinz Sachsen-Anhalt ab 21. Juli 1947: Land Sachsen-Anhalt |
| --------------------------------------------------------------------------------------------- | --------------------------------------------------------------------------------------------- | --------------------------------------------------------------------------------------------- | --------------------------------------------------------------------------------------------- | --------------------------------------------------------------------------------------------- | --------------------------------------------------------------------------------------------- |
| 16. Juli 1945 – 1. Oktober 1949                                                               | Erhard Hübener                                                                                | LDPD                                                                                          | Kabinett Hübener I, II                                                                        | Das erste Kabinett wurde von der SMAD ernannt                                                 |                                                                                               |
| 10. Oktober 1949 – 23. Juli 1952                                                              | Werner Bruschke                                                                               | SED                                                                                           | Kabinett Bruschke I, II                                                                       |                                                                                               |                                                                                               |
| Vom 25. Juli 1952 bis zum 3. Oktober 1990 war das Land Sachsen-Anhalt aufgelöst.              |                                                                                               |                                                                                               |                                                                                               |                                                                                               |                                                                                               |
| 3. Oktober 1990 – 28. Oktober 1990                                                            | Karl-Hermann Steinberg                                                                        | CDU                                                                                           |                                                                                               | kommissarisch als Landesbevollmächtigter                                                      |                                                                                               |
| 28. Oktober 1990 – 4. Juli 1991                                                               | Gerd Gies                                                                                     | CDU                                                                                           | Kabinett Gies                                                                                 | Rücktritt                                                                                     |                                                                                               |
| 4. Juli 1991 – 28. November 1993                                                              | Werner Münch                                                                                  | CDU                                                                                           | Kabinett Münch                                                                                | Rücktritt wegen der sog. „Gehälteraffäre“                                                     |                                                                                               |
| 28. November 1993 – 2. Dezember 1993                                                          | Wolfgang Rauls                                                                                | FDP                                                                                           | Kabinett Münch                                                                                | kommissarisch                                                                                 |                                                                                               |
| 2. Dezember 1993 – 21. Juli 1994                                                              | Christoph Bergner                                                                             | CDU                                                                                           | Kabinett Bergner                                                                              | Amtsverlust durch Wahlniederlage                                                              |                                                                                               |
| 21. Juli 1994 – 16. Mai 2002                                                                  | Reinhard Höppner                                                                              | SPD                                                                                           | Kabinett Höppner I, II                                                                        | Amtsverlust durch Wahlniederlage                                                              |                                                                                               |
| 16. Mai 2002 – 19. April 2011                                                                 | Wolfgang Böhmer                                                                               | CDU                                                                                           | Kabinett Böhmer I, II                                                                         | Zur Landtagswahl 2011 nicht mehr als Spitzenkandidat seiner Partei angetreten                 |                                                                                               |
| Seit 19. April 2011                                                                           | Reiner Haseloff                                                                               | CDU                                                                                           | Kabinett Haseloff I, II, III                                                                  |                                                                                               |                                                                                               |

### Schleswig-Holstein

Lage in Deutschland
Wappen
Flagge
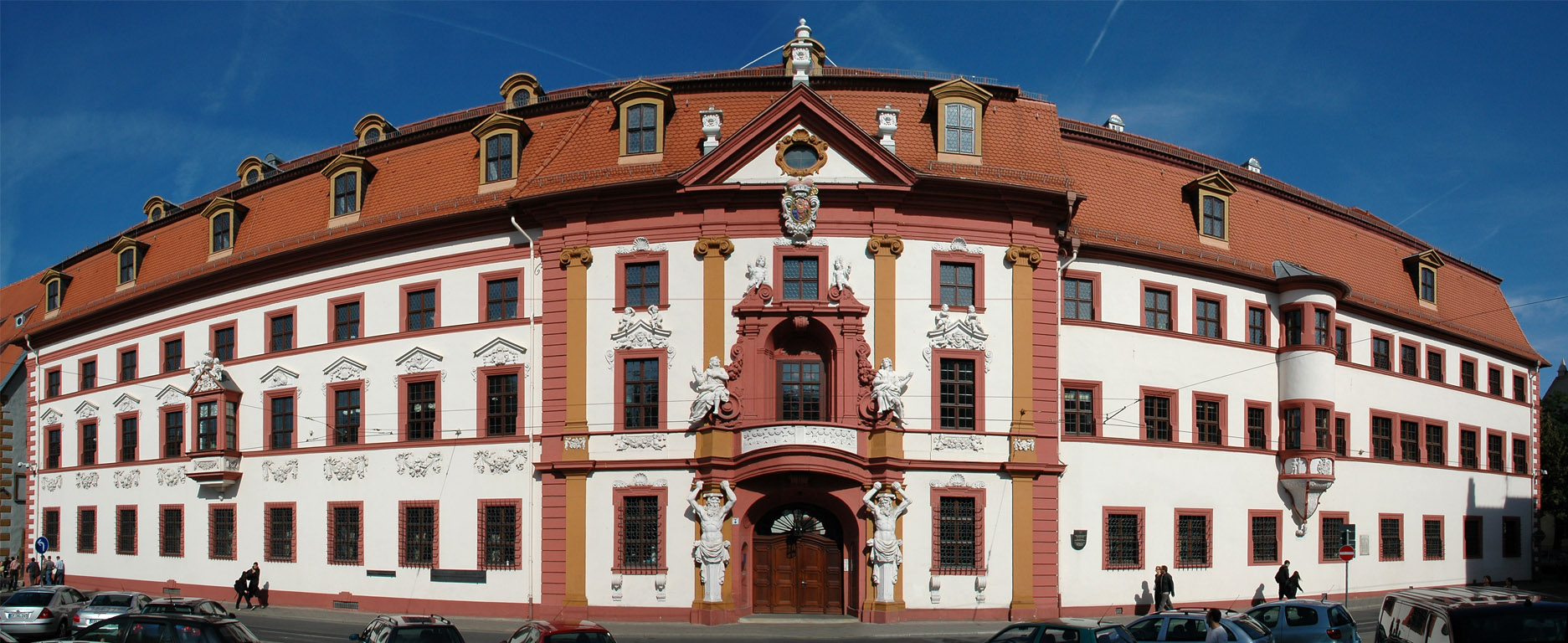
Staatskanzlei des Landes Schleswig-Holstein, Sitz des Ministerpräsidenten

| Amtszeit                            | Ministerpräsident       | Partei | Regierung                       | Anmerkungen | Bild |
| ----------------------------------- | ----------------------- | ------ | ------------------------------- | --- | ---- |
| 15. November 1945 – 19. April 1947  | Theodor Steltzer        | CDU    | Kabinett Steltzer I, II         | Ernannt durch die britische Militärregierung (bis 23. August 1946 als Oberpräsident)                                                                                 |      |
| 29. April 1947 – 29. August 1949    | Hermann Lüdemann        | SPD    | Kabinett Lüdemann               | |      |
| 29. August 1949 – 5. September 1950 | Bruno Diekmann          | SPD    | Kabinett Diekmann               | |      |
| 5. September 1950 – 25. Juni 1951   | Walter Bartram          | CDU    | Kabinett Bartram                | Rücktritt |      |
| 25. Juni 1951 – 11. Oktober 1954    | Friedrich Wilhelm Lübke | CDU    | Kabinett Lübke I, II            | Rücktritt aus gesundheitlichen Gründen |      |
| 11. Oktober 1954 – 7. Januar 1963   | Kai-Uwe von Hassel      | CDU    | Kabinett von Hassel I, II       | Rücktritt wegen bevorstehender Ernennung zum Bundesminister der Verteidigung                                                                                         |      |
| 7. Januar 1963 – 24. Mai 1971       | Helmut Lemke            | CDU    | Kabinett Lemke I, II            | Rücktritt nach der Landtagswahl 1971 und Wechsel in das Amt des Landtagspräsidenten                                                                                  |      |
| 24. Mai 1971 – 4. Oktober 1982      | Gerhard Stoltenberg     | CDU    | Kabinett Stoltenberg I, II, III | Rücktritt wegen bevorstehender Ernennung zum Bundesminister der Finanzen                                                                                             |      |
| 14. Oktober 1982 – 2. Oktober 1987  | Uwe Barschel            | CDU    | Kabinett Barschel I, II         | Rücktritt wegen der sog. „Barschel-Affäre“ |      |
| 2. Oktober 1987 – 31. Mai 1988      | Henning Schwarz         | CDU    | Kabinett Schwarz                | geschäftsführend |      |
| 31. Mai 1988 – 4. Mai 1993          | Björn Engholm           | SPD    | Kabinett Engholm I, II          | Rücktritt wegen der sog. „Schubladenaffäre“ |      |
| 19. Mai 1993 – 27. April 2005       | Heide Simonis           | SPD    | Kabinett Simonis I, II, III     | Erste Frau als gewählte Regierungschefin eines deutschen Landes. Rückzug aus der Landespolitik, nachdem die Bildung einer rot-grünen Minderheitsregierung scheiterte |      |
| 27. April 2005 – 12. Juni 2012      | Peter Harry Carstensen  | CDU    | Kabinett Carstensen I, II       | Zur Landtagswahl 2012 nicht mehr als Spitzenkandidat seiner Partei angetreten                                                                                        |      |
| 12. Juni 2012 – 28. Juni 2017       | Torsten Albig           | SPD    | Kabinett Albig                  | Amtsverlust durch Wahlniederlage |      |
| Seit 28. Juni 2017                  | Daniel Günther          | CDU    | Kabinett Günther I, II          | |      |

### Thüringen

Lage in Deutschland
Wappen
Flagge
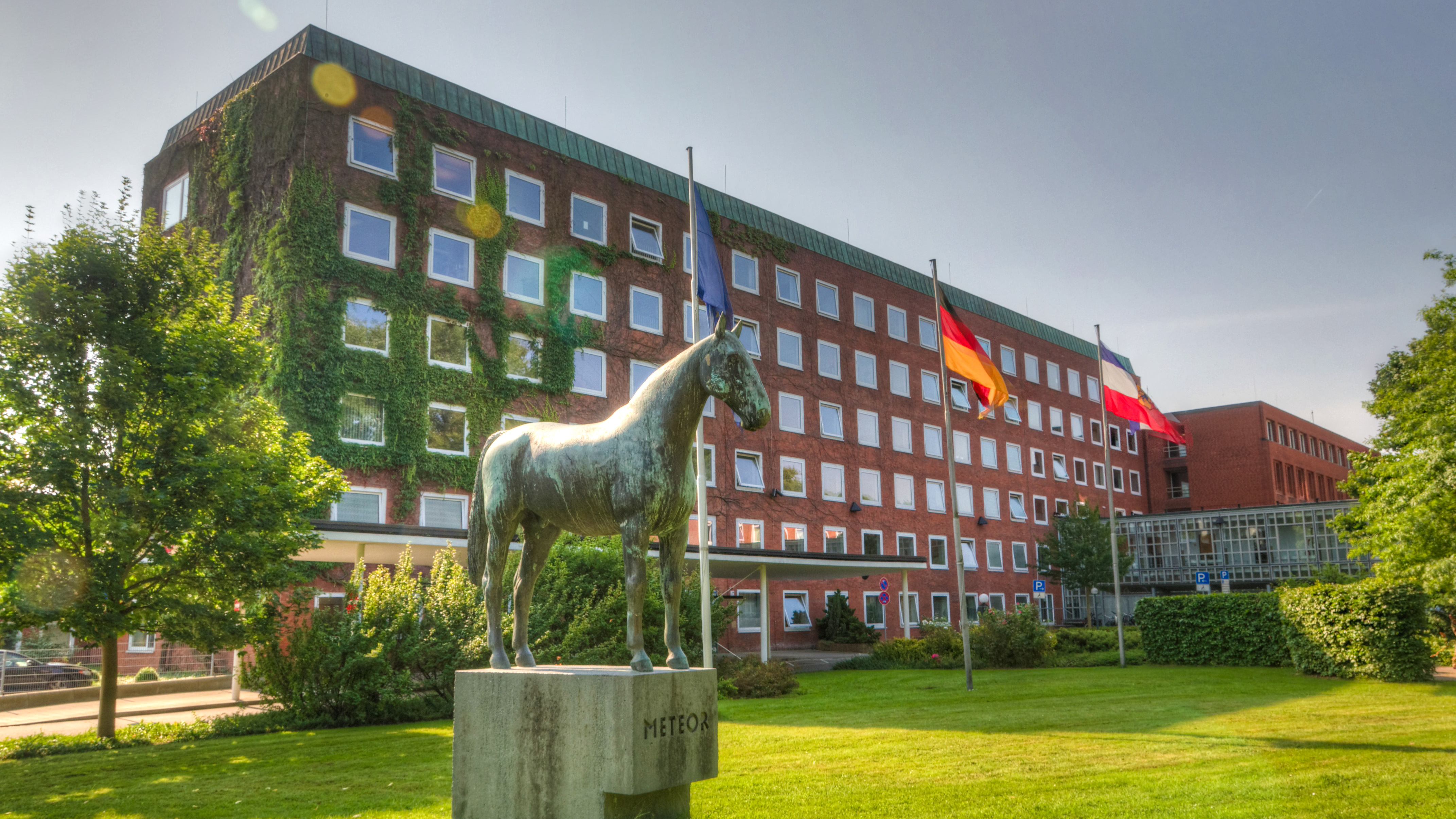
Kurmainzische Statthalterei, Sitz des Ministerpräsidenten

| Amtszeit                                                                    | Ministerpräsident      | Partei        | Regierung                   | Anmerkungen | Bild |
| --------------------------------------------------------------------------- | ---------------------- | ------------- | --------------------------- | --- | ---- |
| Juni – 15. Juli 1945                                                        | Hermann Brill          | SPD           | Kabinett Brill              | Ernannt durch die US-Militärregierung und im Juli 1945 durch die Sowjetische Militäradministration                                                                                                 |      |
| 16. Juli 1945 – 1. September 1947                                           | Rudolf Paul            | parteilos/SED | Kabinett Paul I, II         | Ernannt durch die Sowjetische Militäradministration |      |
| 9. Oktober 1947 – 23. Juli 1952                                             | Werner Eggerath        | SED           | Kabinett Eggerath I, II     | Halbfreie Wahl (1946), Scheinwahlen 1950 |      |
| Vom 25. Juli 1952 bis zum 3. Oktober 1990 war das Land Thüringen aufgelöst. |                        |               |                             | |      |
| 3. Oktober 1990 – 8. November 1990                                          | Josef Duchač           | CDU           |                             | kommissarisch als Landesbevollmächtigter |      |
| 8. November 1990 – 5. Februar 1992                                          | Josef Duchač           | CDU           | Kabinett Duchač             | Rücktritt wegen fehlender Unterstützung in seiner Partei |      |
| 5. Februar 1992 – 5. Juni 2003                                              | Bernhard Vogel         | CDU           | Kabinett Vogel I, II, III   | Rücktritt aus Altersgründen |      |
| 5. Juni 2003 – 30. Oktober 2009                                             | Dieter Althaus         | CDU           | Kabinett Althaus I, II      | Rücktritt nach deutlichen Stimmenverlusten der CDU bei der Landtagswahl 2009 |      |
| 30. Oktober 2009 – 5. Dezember 2014                                         | Christine Lieberknecht | CDU           | Kabinett Lieberknecht       | Nach der Landtagswahl 2014 entschied sich der bisherige Koalitionspartner SPD gegen eine weitere Zusammenarbeit                                                                                    |      |
| 5. Dezember 2014 – 5. Februar 2020                                          | Bodo Ramelow           | Linke         | Kabinett Ramelow I          | Versuch einer rot-rot-grünen Minderheitsregierung nach der Landtagswahl 2019, aber im dritten Wahlgang für das Amt des Ministerpräsidenten mit 44 zu 45 Stimmen dem Mitbewerber der FDP unterlegen |      |
| 5. Februar 2020 – 4. März 2020                                              | Thomas Kemmerich       | FDP           | Ministerpräsident Kemmerich | Rücktritt am 8. Februar 2020 wegen der Kontroversen um die Umstände seiner Wahl. Danach geschäftsführend im Amt.                                                                                   |      |
| 4. März 2020 – 12. Dezember 2024                                            | Bodo Ramelow           | Linke         | Kabinett Ramelow II         | Minderheitsregierung Als erster Politiker der Partei Die Linke zum Präsidenten des Bundesrates gewählt.                                                                                            |      |
| Seit 12. Dezember 2024                                                      | Mario Voigt            | CDU           | Kabinett Voigt              | Minderheitsregierung |      |

## Besonderheiten

### Ministerpräsidenten pro Land
Die meisten regulär gewählten (d. h. nicht von den Besatzungsmächten ernannten bzw. kommissarisch die Amtsgeschäfte führenden) Regierungschefs haben die Länder Hamburg und Schleswig-Holstein erlebt, wo derzeit jeweils der dreizehnte Erste Bürgermeister bzw. Ministerpräsident regiert. In Bayern ist zurzeit der zwölfte Ministerpräsident im Amt und in Berlin (West) gab es (allerdings von 1948 bis 1991) ebenfalls bereits zwölf verschiedene Regierende Bürgermeister. Im Gegensatz dazu amtiert in Rheinland-Pfalz mit Alexander Schweitzer und in Bremen mit Andreas Bovenschulte erst der achte gewählte Regierungschef. Das ist die geringste Zahl, betrachtet man die Länder, die der Bundesrepublik in unveränderter Form seit 1949 angehören.
Die Bürgermeister von Berlin (Ost) und die Ministerpräsidenten der fünf ostdeutschen Länder zwischen 1949 und 1952 wurden bei dieser Zählung insgesamt nicht berücksichtigt. Unter den ostdeutschen Ländern sind Sachsen-Anhalt und Thüringen die Rekordhalter mit jeweils sechs Ministerpräsidenten. Am kontinuierlichsten wurde Brandenburg (drei Ministerpräsidenten) regiert. Zählt man in Berlin erst die Regierenden Bürgermeister ab 1990, also ab der ersten Wahl zum Abgeordnetenhaus nach der Vereinigung der zuvor geteilten Stadt, so kommt man hier auf fünf.

### Amtsführung mit Unterbrechung
Eine Reihe von Personen hat das Amt des Regierungschefs mit Unterbrechung ausgeübt.
Heinrich Drake war schon vor der Zeit des Nationalsozialismus ab 1920 im Landespräsidium im Freistaat Lippe als dessen Vorsitzender in einer einem Ministerpräsidenten vergleichbaren Funktion, bis er 1933 von einer von der NSDAP geführten Landesregierung abgelöst wurde und noch kurzzeitig Reichstagsabgeordneter wurde. Er wurde von den Alliierten 1945 zum Regierungschef von Lippe und für kurze Zeit von Schaumburg-Lippe ernannt. Letzteres ging 1946 in Niedersachsen auf. Lippe wurde 1947 in das neu gebildete Nordrhein-Westfalen integriert. Hierdurch war Drake nicht nur Ministerpräsident zweier verschiedener Länder, sondern auch bei der Auflösung dieser beteiligt. Von 1947 bis 1966 hatte er verschiedene regionale Ämter inne.
Wilhelm Hoegner (SPD) wurde im September 1945 von der US-amerikanischen Militärregierung zum Ministerpräsidenten von Bayern ernannt. Nach der Wahl 1946 wurde jedoch die CSU deutlich stärkste Kraft, worauf die SPD als Juniorpartner eine Koalition mit der CSU einging und Hoegner als Stellvertreter des Ministerpräsidenten Hans Ehard in der Regierung blieb. 1954 bildeten vier Parteien unter der Führung der SPD eine Koalition gegen die CSU, wodurch Hoegner erneut Ministerpräsident wurde. Die Koalition zerbrach 1957, woraufhin Hanns Seidel von der CSU sein Nachfolger wurde.
Hans Ehard (CSU) wiederum kam ebenso zu einer zweiten Amtszeit. Er war für einige Jahre CSU-Vorsitzender und ab 1955 Landtagspräsident, als er 1960 dem krankheitsbedingt zurückgetretenen Hanns Seidel nachfolgte und bis Ende 1962 im Amt blieb. Unter seinem Nachfolger Alfons Goppel blieb er bis 1966 Justizminister.
Hinrich Wilhelm Kopf (SPD) wurde im August 1946 von der britischen Besatzungsmacht zum Ministerpräsidenten des Landes Hannover ernannt und amtierte nach der Fusion zum Land Niedersachsen bis 1955. Er zog sich daraufhin aus der Politik zurück, wurde aber 1957 Innenminister im Kabinett von Heinrich Hellwege von der DP, obwohl dessen Partei weit weniger Mandate hatte als die SPD. 1959 wurde Kopf wieder Ministerpräsident und blieb es, bis er Ende 1961 im Amt verstarb.
Max Brauer (SPD) in Hamburg wurde 1946 zum Ersten Bürgermeister gewählt und verlor dieses Amt nach einem Wahlsieg des bürgerlichen Hamburg-Blocks. 1957 errang er einen deutlichen Wahlsieg, trat aber 1960 zurück und begab sich noch für einige Zeit in die Bundespolitik.
Eberhard Diepgen (CDU) wurde 1984 zum Regierenden Bürgermeister von Berlin gewählt. Bei der Wahl 1989 erlitt er eine Wahlniederlage, bei der die CDU nur noch knapp die meisten Stimmen erhalten konnte und der Koalitionspartner FDP an der Fünf-Prozent-Hürde scheiterte, so dass Walter Momper von der SPD das Amt übernahm. Nach der Wiedervereinigung konnte die CDU bei der Wahl 1990 wieder klar stärkste Partei werden und Diepgen amtierte erneut, bis die Koalition nach dem Berliner Bankenskandal zerbrach und er per Misstrauensvotum abgewählt wurde.
Bodo Ramelow (Die Linke) war von 5. Dezember 2014 bis zum 5. Februar 2020 in Thüringen Ministerpräsident an der Spitze einer rot-rot-grünen Koalition, welche bei der Wahl 2019 keine Mehrheit mehr erlangen konnte. Bei der Wahl zum Ministerpräsidenten wurde überraschend Thomas Kemmerich von der FDP gewählt, was zu einer Regierungskrise führte. Nach Kemmerichs Rücktritt gelangte Ramelow am 4. März 2020 erneut in das Amt des Ministerpräsidenten.

### Amtsführung in mehreren Ländern
Ministerpräsidenten mehrerer Länder nach 1945 waren Hinrich Wilhelm Kopf (nacheinander von August bis Oktober 1946 in Hannover und ab November 1946 in Niedersachsen), Heinrich Drake (gleichzeitig in Lippe und Schaumburg-Lippe) und Alfred Kubel (1946 in Braunschweig und 1970 bis 1976 in Niedersachsen). Nach der Bildung des Landes Baden-Württemberg 1952 amtierten zwei ehemalige Regierungschefs der Vorgängerländer als Ministerpräsidenten des neuen Landes: Zuerst Reinhold Maier (zuvor Württemberg-Baden) und danach Gebhard Müller (zuvor Württemberg-Hohenzollern).
Bernhard Vogel, der nacheinander in Rheinland-Pfalz und in Thüringen regierte, ist bisher der einzige Politiker, der in zwei Ländern der Bundesrepublik regierte, die weder Nachfolgestaaten noch Nachbarländer sind. Davon abgesehen waren manche Ministerpräsidenten zuvor Minister in einem anderen Land, zum Beispiel Peer Steinbrück (NRW, zuvor Minister in Schleswig-Holstein).

### Besonders lange Amtszeiten
Rekordhalter nach Amtszeit in einem einzigen Land ist der ehemalige rheinland-pfälzische Ministerpräsident Peter Altmeier, der von 1947 bis 1969 insgesamt 21 Jahre, zehn Monate und neun Tage Ministerpräsident war. Neben ihm amtierte nur der saarländische Ministerpräsident Franz-Josef Röder länger als 20 Jahre in einem Land. Knapp verfehlt wurde die 20-Jahr-Marke vom Bremer Bürgermeister Wilhelm Kaisen, der 1965 zwölf Tage vor seinem zwanzigsten Amtsjubiläum, das am 1. August 1965 stattgefunden hätte, aus dem Amt schied. Entgegen häufiger Darstellung in den Medien hat auch Johannes Rau in Nordrhein-Westfalen sein zwanzigstes Jubiläum als Ministerpräsident nicht erreicht. Er trat am 27. Mai 1998 zurück, knapp vier Monate vor seinem Amtsjubiläum, das am 20. September 1998 stattgefunden hätte.
Einzigartig ist der Fall des CDU-Politikers Bernhard Vogel, der Ministerpräsident in zwei Ländern war: Von 1976 bis 1988 in Rheinland-Pfalz und von 1992 bis 2003 in Thüringen. Er war in Summe 23 Jahre, vier Monate und fünf Tage lang als Ministerpräsident im Amt und war damit insgesamt länger im Amt als sein Vor-Vorgänger Peter Altmeier in Rheinland-Pfalz.
Verhältnismäßig lang als kommissarische Ministerpräsidenten amtierten Louise Schroeder (SPD, Berlin, 8. Mai 1947 bis 7. Dezember 1948) sowie Henning Schwarz (CDU, Schleswig-Holstein, 2. Oktober 1987 bis 31. Mai 1988). Beide amtierten damit länger als eine Reihe der gewählten Amtsträger.
Der aktuell dienstälteste Regierungschef ist der seit April 2011 amtierende sachsen-anhaltische Ministerpräsident Reiner Haseloff, dicht gefolgt von Winfried Kretschmann in Baden-Württemberg (Mai 2011).

### Besonders kurze Amtszeiten
Thomas Kemmerich (FDP) wurde am 5. Februar 2020 überraschend in der Wahl gegen Bodo Ramelow (Linke) mit 45 gegen 44 Stimmen zum Ministerpräsidenten gewählt. Seine Wahl führte zur Regierungskrise in Thüringen 2020. Nach nur 3 Tagen im Amt trat er am 8. Februar 2020 von diesem zurück, blieb aber geschäftsführend im Amt. Er wurde am 4. März 2020 nach nur 28 Tagen von seinem Vorgänger Ramelow abgelöst.
Heinrich Welsch war vom 29. Oktober 1955 bis zum 10. Januar 1956 Ministerpräsident des Saarlandes (74 Tage), dies allerdings vor dem Beitritt des Saarlandes zur Bundesrepublik Deutschland zum 1. Januar 1957.
Tino Schwierzina (SPD) war vom 3. Oktober 1990 bis zum 11. Januar 1991 de jure 101 Tage lang Co-Regierungschef von Berlin. Die Doppelspitze aus Schwierzina und Walter Momper war für diesen Zeitraum durch den Einigungsvertrag vorgegeben. Da der so genannte MagiSenat, die gemeinsame Regierung durch West-Berliner Senat und Ost-Berliner Magistrat, seine Arbeit bereits am 12. Juni 1990 aufnahm, kommen faktisch 113 Tage hinzu.
Hans-Jochen Vogel (SPD) wurde am 23. Januar 1981 in Nachfolge des zurückgetretenen Dietrich Stobbe Regierender Bürgermeister von Berlin. Nach der verlorenen Abgeordnetenhauswahl wurde er am 11. Juni 1981 nach 4 Monaten und 19 Tagen im Amt abgewählt.
Christoph Ahlhaus wurde am 25. August 2010 nach dem Rücktritt von Ole von Beust zum Ersten Bürgermeister der Freien und Hansestadt Hamburg gewählt. Nach der verlorenen Neuwahl der Bürgerschaft wurde er am 7. März 2011 nach 6 Monaten und 13 Tagen im Amt abgewählt.
Christoph Bergner wurde am 2. Dezember 1993 nach dem Rücktritt von Werner Münch zum Ministerpräsidenten von Sachsen-Anhalt gewählt. Nach der verlorenen Landtagswahl im Juni 1994 wurde er am 21. Juli 1994 nach 7 Monaten und 19 Tagen im Amt abgewählt.
Gerd Gies (CDU) wurde am 28. Oktober 1990 erster Ministerpräsident des wiedergegründeten Landes Sachsen-Anhalt. Gies (und seine gesamte Regierung) traten am 4. Juli 1991 zurück, nach 9 Monaten und 7 Tagen im Amt.
Walter Bartram (CDU) wurde am 5. September 1950 Ministerpräsident von Schleswig-Holstein. Er trat am 25. Juni 1951 zurück, nachdem seine Partei ihm das Vertrauen entzogen hatte. Er war 9 Monate und 20 Tage im Amt.
Unter den nach Ende des Zweiten Weltkrieges von den Militärregierungen der Besatzermächte ernannten Regierungschefs der Länder gab es mehrere mit sehr kurzen Amtszeiten von unter einem Jahr, allerdings auch welche mit mehrjähriger Amtszeit. Die kürzeste Amtszeit eines ernannten Regierungschefs war die von Johannes Schroers in Bremen. Er wurde am 26. April 1945 von der Britischen Militärregierung zum Bürgermeister und Präsidenten des Senats von Bremen ernannt und vier Tage später am 30. April 1945 wieder abgesetzt. Innerhalb dieses Zeitraums wurde seine Zugehörigkeit zur SS bekannt.

### Ministerpräsidentinnen
Bislang haben neun Frauen an der Spitze eines deutschen Landes gestanden; zwei sind aktuell im Amt:
- Louise Schroeder stand kommissarisch vom 8. Mai 1947 bis zum 7. Dezember 1948 an der Regierungsspitze von Groß-Berlin. Sie übernahm das Amt als Oberbürgermeisterin nach einem Misstrauensvotum aus eigenen Reihen gegen Otto Ostrowski und blieb auch nach einem sowjetischen Veto gegen den Amtsantritt des gewählten Ernst Reuter kommissarisch im Amt. Vom 14. August bis 1. Dezember 1948 musste sich Schroeder krankheitsbedingt selbst durch Ferdinand Friedensburg kommissarisch vertreten lassen.
- Heide Simonis (SPD) führte die Landesregierung von Schleswig-Holstein vom 19. Mai 1993 bis zum 27. April 2005. Sie war damit bundesweit die erste nicht nur kommissarisch amtierende Frau an der Spitze eines Bundeslandes. Die vormalige Finanzministerin war nach dem Rücktritt ihres Vorgängers Björn Engholm ins Amt gekommen und wurde bei den Landtagswahlen 1996 und 2000 im Amt bestätigt. 2005 trat sie erneut an und konnte auch eine rot-grüne Koalition mit Tolerierung des SSW formieren, scheiterte jedoch bei der Wahl zur Ministerpräsidentin, weil ein Mitglied der sie unterstützenden Fraktionen ihr seine Stimme verweigerte. Nach vier gescheiterten Wahlgängen zog sie sich zurück.
- Christine Lieberknecht (CDU) führte vom 30. Oktober 2009 bis zum 5. Dezember 2014 die Landesregierung des Freistaates Thüringen; sie folgte ihrem nach starken Stimmenverlusten der CDU bei der Landtagswahl 2009 zurückgetretenen Parteifreund Dieter Althaus im Amt. Nach der Landtagswahl 2014 wurde Bodo Ramelow (Die Linke) zu ihrem Nachfolger gewählt.
- Hannelore Kraft (SPD) wurde am 14. Juli 2010 zur Ministerpräsidentin von Nordrhein-Westfalen gewählt. Sie ist die erste Frau, der es gelang, einen amtierenden Ministerpräsidenten aufgrund eines Wählervotums abzulösen. Allerdings hatte sie zunächst keine eigene Mehrheit, sondern führte eine rot-grüne Minderheitsregierung. Vom 1. November 2010 bis zum 31. Oktober 2011 amtierte sie turnusgemäß als erste Präsidentin des Bundesrates. Von der Landtagswahl 2012 bis zur Landtagswahl 2017 regierte sie mit einer Mehrheitsregierung. Da ihre Koalition bei der Wahl 2017 ihre Mehrheit verlor, wurde Armin Laschet am 27. Juni 2017 zu ihrem Nachfolger gewählt.
- Annegret Kramp-Karrenbauer (CDU) wurde am 10. August 2011 vom Landtag des Saarlandes zur Ministerpräsidentin gewählt. Sie war vorher Sozialministerin im Kabinett von Ministerpräsident Peter Müller, der am Tag zuvor zurücktrat. Sie führte dessen Jamaika-Koalition bis Anfang 2012 weiter, kündigte sie dann aber auf. Nach vorgezogenen Neuwahlen führte sie eine Große Koalition aus CDU und SPD an, die nach der Landtagswahl 2017 im Amt bestätigt wurde. Nach ihrer Wahl zur CDU-Generalsekretärin trat sie mit Ablauf des Februar 2018 als Ministerpräsidentin zurück.
- Malu Dreyer (SPD) wurde am 16. Januar 2013 vom rheinland-pfälzischen Landtag zur Ministerpräsidentin gewählt. Sie war zuvor Ministerin für Soziales, Arbeit, Gesundheit und Demografie im Kabinett ihres Vorgängers Kurt Beck. Dreyer wurde nach den Landtagswahlen 2016 und 2021 im Amt bestätigt. Sie legte ihr Amt am 10. Juli 2024 aus gesundheitlichen Gründen nieder.
- Manuela Schwesig (SPD) wurde nach dem gesundheitsbedingten Rücktritt von Erwin Sellering am 4. Juli 2017 zur Ministerpräsidentin von Mecklenburg-Vorpommern gewählt. Sie war zuvor bereits von 2008 bis 2013 unter Sellering als Ministerin in der Landesregierung vertreten und war von 2013 bis 2017 Bundesministerin für Familie, Senioren, Frauen und Jugend. Am 15. November 2021 wurde sie vom Landtag für eine zweite Amtszeit wiedergewählt.
- Franziska Giffey (SPD) wurde am 21. Dezember 2021 zur Regierenden Bürgermeisterin von Berlin gewählt. Sie trat die Nachfolge ihres Parteifreundes Michael Müller an, der auf eine erneute Kandidatur verzichtet hatte. Von 2018 bis 2021 war sie Bundesministerin für Familie, Senioren, Frauen und Jugend. Nachdem das Landesverfassungsgericht Berlin die Wahl zum Abgeordnetenhaus für ungültig erklärt hatte, fanden am 12. Februar 2023 Wiederholungswahlen statt, aus denen die CDU als stärkste Kraft hervorging. Giffey verzichtete hiernach auf die rechnerisch mögliche Fortsetzung der rot-grün-roten Koalition, die es ihr ermöglicht hätte, Regierende Bürgermeisterin zu bleiben. Stattdessen bildete die SPD eine Koalition mit der CDU. Kai Wegner wurde neuer Regierender Bürgermeister.
- Anke Rehlinger (SPD) wurde am 25. April 2022 zur Ministerpräsidentin des Saarlandes gewählt. Sie trat die Nachfolge von Tobias Hans an, der die Landtagswahl im März 2022 verloren hatte. Sie ist die erste Ministerpräsidentin, die bereits eine Amtsvorgängerin (im Sinne einer weiblichen Person im Amt) hatte.

Zwischen dem 16. Januar 2013 und dem 5. Dezember 2014 regierten insgesamt vier Ministerpräsidentinnen, was der bisherige Höchststand ist: Malu Dreyer (Rheinland-Pfalz), Hannelore Kraft (Nordrhein-Westfalen), Annegret Kramp-Karrenbauer (Saarland) und Christine Lieberknecht (Thüringen). Dies kam erst wieder vom 25. April 2022 bis zum 27. April 2023 vor: Malu Dreyer (Rheinland-Pfalz), Franziska Giffey (Berlin), Anke Rehlinger (Saarland) und Manuela Schwesig (Mecklenburg-Vorpommern).
Derzeit (Stand August 2025) regieren mit Anke Rehlinger und Manuela Schwesig zwei weibliche Ministerpräsidentinnen in den Bundesländern.

### Verwandtschaftliches
Bernhard Vogel (CDU, Rheinland-Pfalz, Thüringen) und Hans-Jochen Vogel (SPD, Berlin) waren die einzigen Brüder, die beide Ministerpräsidenten waren, allerdings verschiedenen Parteien angehörten.
Friedrich Wilhelm Lübke (Schleswig-Holstein) war der Bruder des späteren Bundespräsidenten Heinrich Lübke und Johannes Rau (Nordrhein-Westfalen) der Ehemann der Enkeltochter des früheren Bundespräsidenten Gustav Heinemann.

## Parteizugehörigkeiten
Zahl der Ministerpräsidenten je Partei jeweils am Anfang des Jahres. Die Partei(en) mit der jeweils höchsten Anzahl ist (sind) hervorgehoben. Berücksichtigt sind nur die Länder der Bundesrepublik Deutschland.
| Jahr    | CDU | CSU | SPD | Linke | Grüne | DP | FDP |
| ------- | --- | --- | --- | ----- | ----- | -- | --- |
| 1950    | 4   | 1   | 6   |       |       |    | 1   |
| 1951    | 5   | 1   | 5   |       |       |    | 1   |
| 1952    | 5   | 1   | 5   |       |       |    | 1   |
| 1953    | 3   | 1   | 5   |       |       |    | 1   |
| 1954    | 6   | 1   | 3   |       |       |    |     |
| 1955    | 6   |     | 4   |       |       |    |     |
| 1956    | 5   |     | 4   |       |       | 1  |     |
| 1957    | 4   |     | 5   |       |       | 1  |     |
| 1958    | 4   | 1   | 5   |       |       | 1  |     |
| 1959    | 5   | 1   | 4   |       |       | 1  |     |
| 1960    | 5   | 1   | 5   |       |       |    |     |
| 1961    | 5   | 1   | 5   |       |       |    |     |
| 1962    | 5   | 1   | 5   |       |       |    |     |
| 1963    | 5   | 1   | 5   |       |       |    |     |
| 1964    | 5   | 1   | 5   |       |       |    |     |
| 1965    | 5   | 1   | 5   |       |       |    |     |
| 1966    | 5   | 1   | 5   |       |       |    |     |
| 1967    | 4   | 1   | 6   |       |       |    |     |
| 1968    | 4   | 1   | 6   |       |       |    |     |
| 1969    | 4   | 1   | 6   |       |       |    |     |
| 1970    | 4   | 1   | 6   |       |       |    |     |
| 1971    | 4   | 1   | 6   |       |       |    |     |
| 1972    | 4   | 1   | 6   |       |       |    |     |
| 1973    | 4   | 1   | 6   |       |       |    |     |
| 1974    | 4   | 1   | 6   |       |       |    |     |
| 1975    | 4   | 1   | 6   |       |       |    |     |
| 1976    | 4   | 1   | 6   |       |       |    |     |
| 1977    | 5   | 1   | 5   |       |       |    |     |
| 1978    | 5   | 1   | 5   |       |       |    |     |
| 1979    | 5   | 1   | 5   |       |       |    |     |
| 1980    | 5   | 1   | 5   |       |       |    |     |
| 1981    | 5   | 1   | 5   |       |       |    |     |
| 1982    | 6   | 1   | 4   |       |       |    |     |
| 1983    | 6   | 1   | 4   |       |       |    |     |
| 1984    | 6   | 1   | 4   |       |       |    |     |
| 1985    | 6   | 1   | 4   |       |       |    |     |
| 1986    | 5   | 1   | 5   |       |       |    |     |
| 1987    | 5   | 1   | 5   |       |       |    |     |
| 1988    | 6   | 1   | 4   |       |       |    |     |
| 1989    | 5   | 1   | 5   |       |       |    |     |
| 1990    | 4   | 1   | 6   |       |       |    |     |
| 1991*   | 7   | 1   | 8   |       |       |    |     |
| 1992    | 6   | 1   | 9   |       |       |    |     |
| 1993    | 6   | 1   | 9   |       |       |    |     |
| 1994    | 6   | 1   | 9   |       |       |    |     |
| 1995    | 5   | 1   | 10  |       |       |    |     |
| 1996    | 5   | 1   | 10  |       |       |    |     |
| 1997    | 5   | 1   | 10  |       |       |    |     |
| 1998    | 5   | 1   | 10  |       |       |    |     |
| 1999    | 4   | 1   | 11  |       |       |    |     |
| 2000    | 6   | 1   | 9   |       |       |    |     |
| 2001    | 6   | 1   | 9   |       |       |    |     |
| 2002    | 6   | 1   | 9   |       |       |    |     |
| 2003    | 7   | 1   | 8   |       |       |    |     |
| 2004    | 8   | 1   | 7   |       |       |    |     |
| 2005    | 8   | 1   | 7   |       |       |    |     |
| 2006    | 10  | 1   | 5   |       |       |    |     |
| 2007    | 10  | 1   | 5   |       |       |    |     |
| 2008    | 10  | 1   | 5   |       |       |    |     |
| 2009    | 10  | 1   | 5   |       |       |    |     |
| 2010    | 10  | 1   | 5   |       |       |    |     |
| 2011    | 9   | 1   | 6   |       |       |    |     |
| 2012    | 7   | 1   | 7   |       | 1     |    |     |
| 2013    | 6   | 1   | 8   |       | 1     |    |     |
| 2014    | 5   | 1   | 9   |       | 1     |    |     |
| 2015    | 4   | 1   | 9   | 1     | 1     |    |     |
| 2016    | 4   | 1   | 9   | 1     | 1     |    |     |
| 2017    | 4   | 1   | 9   | 1     | 1     |    |     |
| 2018    | 6   | 1   | 7   | 1     | 1     |    |     |
| 2019    | 6   | 1   | 7   | 1     | 1     |    |     |
| 2020    | 6   | 1   | 7   | 1     | 1     |    |     |
| 2021    | 6   | 1   | 7   | 1     | 1     |    |     |
| 2022    | 5   | 1   | 8   | 1     | 1     |    |     |
| 2023    | 5   | 1   | 8   | 1     | 1     |    |     |
| 2024    | 6   | 1   | 7   | 1     | 1     |    |     |
| 2025    | 7   | 1   | 7   |       | 1     |    |     |
| aktuell | 7   | 1   | 7   |       | 1     |    |     |
| Jahr    | CDU | CSU | SPD | Linke | Grüne | DP | FDP |

* ohne das Co-Stadtoberhaupt von Berlin
Bisher gehörten die meisten Ministerpräsidenten der Länder den Parteien der SPD oder CDU/CSU an. Ausnahmen hiervon sind:
- Von 1945 bis 1952 war der FDP/DVP-Politiker Reinhold Maier Ministerpräsident von Württemberg-Baden und in der Folge von 1952 bis 1953 Ministerpräsident von Baden-Württemberg.
- Vor dem Beitritt des Saarlandes zur Bundesrepublik Deutschland war mit Johannes Hoffmann (1947–1955) ein Politiker der CVP, die erst später in der CDU aufging, Ministerpräsident. Auf ihn folgte mit Heinrich Welsch (1955–1956) ein Parteiloser.
- Von 1955 bis 1959 war Heinrich Hellwege (Deutsche Partei) Ministerpräsident von Niedersachsen.
- Seit dem 12. Mai 2011 ist Winfried Kretschmann von Bündnis 90/Die Grünen Ministerpräsident des Landes Baden-Württemberg.
- Vom 5. Dezember 2014 bis zum 5. Februar 2020 und vom 4. März 2020 bis zum 12. Dezember 2024 war Bodo Ramelow von der Partei Die Linke Ministerpräsident des Freistaates Thüringen. Damit stellten alle während der 18. Wahlperiode im Bundestag vertretenen Parteien gleichzeitig mindestens einen Ministerpräsidenten – ein Novum in der Geschichte der Bundesrepublik.
- Am 5. Februar 2020 wurde Thomas Kemmerich von der FDP als Ministerpräsident des Freistaates Thüringen gewählt. Er löste damit Bodo Ramelow von der Partei Die Linke ab. Am 8. Februar 2020 trat Thomas Kemmerich als Ministerpräsident des Freistaates Thüringen zurück, blieb aber noch bis zum 4. März 2020 geschäftsführend im Amt.
- In der Provinz Sachsen, später Sachsen-Anhalt, stellte von 1945 bis 1949 die LDP mit Erhard Hübener den Ministerpräsidenten.
- In den Ländern Brandenburg, Mecklenburg, Sachsen und Thüringen, ab 1949 auch in Sachsen-Anhalt, stellte ab 1946 bis zur Auflösung der Länder 1952 die SED die Ministerpräsidenten.
- Ein Teil der von den Besatzungsmächten eingesetzten Ministerpräsidenten war parteilos.
- Nur kommissarisch waren  von der FDP Wolfgang Haußmann (Baden-Württemberg, 1. bis 16. Dezember 1966), Werner Klumpp (Saarland, 26. Juni bis 4. Juli 1979) und Jörg Bode (Niedersachsen, 30. Juni – 1. Juli 2010)  und von Bündnis 90/Die Grünen Michael Vesper (Nordrhein-Westfalen, 21. Oktober bis 5. November 2002) sowie Katharina Fegebank (Hamburg, 13. – 28. März 2018) Landesregierungschefs.